# Llista d'asteroides (394001-395000)
Llista d'asteroides del 394.001 al 395.000, amb data de descoberta i descobridor. És un fragment de la llista d'asteroides completa. Als asteroides se'ls dona un número quan es confirma la seva òrbita, per tant apareixen llistats aproximadament segons la data de descobriment.

## 394001-394100
| Nom    | Designació provisional | Data de descobriment   | Lloc de descobriment | Descobridor/s     |
| ------ | ---------------------- | ---------------------- | -------------------- | ----------------- |
| 394001 | 2005 UV516             | 25 d'octubre de 2005   | Apache Point         | A. C. Becker      |
| 394002 | 2005 UT522             | 27 d'octubre de 2005   | Apache Point         | A. C. Becker      |
| 394003 | 2005 UD523             | 14 de setembre de 2005 | Kitt Peak            | Spacewatch        |
| 394004 | 2005 UD530             | 25 d'octubre de 2005   | Kitt Peak            | Spacewatch        |
| 394005 | 2005 VF1               | 26 d'octubre de 2005   | Kitt Peak            | Spacewatch        |
| 394006 | 2005 VK4               | 6 de novembre de 2005  | Mayhill              | A. Lowe           |
| 394007 | 2005 VF16              | 10 d'octubre de 2005   | Catalina             | CSS               |
| 394008 | 2005 VL33              | 1 de novembre de 2005  | Catalina             | CSS               |
| 394009 | 2005 VV44              | 29 d'octubre de 2005   | Kitt Peak            | Spacewatch        |
| 394010 | 2005 VE54              | 22 d'octubre de 2005   | Kitt Peak            | Spacewatch        |
| 394011 | 2005 VW55              | 28 d'octubre de 2005   | Mount Lemmon         | Mt. Lemmon Survey |
| 394012 | 2005 VA59              | 5 de novembre de 2005  | Socorro              | LINEAR            |
| 394013 | 2005 VY59              | 5 de novembre de 2005  | Anderson Mesa        | LONEOS            |
| 394014 | 2005 VG65              | 1 de novembre de 2005  | Mount Lemmon         | Mt. Lemmon Survey |
| 394015 | 2005 VH76              | 3 de novembre de 2005  | Socorro              | LINEAR            |
| 394016 | 2005 VO80              | 22 d'octubre de 2005   | Catalina             | CSS               |
| 394017 | 2005 VO101             | 2 de novembre de 2005  | Mount Lemmon         | Mt. Lemmon Survey |
| 394018 | 2005 VU103             | 2 de novembre de 2005  | Mount Lemmon         | Mt. Lemmon Survey |
| 394019 | 2005 VE110             | 6 de novembre de 2005  | Kitt Peak            | Spacewatch        |
| 394020 | 2005 VD119             | 4 de novembre de 2005  | Kitt Peak            | Spacewatch        |
| 394021 | 2005 VZ125             | 1 de novembre de 2005  | Apache Point         | A. C. Becker      |
| 394022 | 2005 VP131             | 1 de novembre de 2005  | Apache Point         | A. C. Becker      |
| 394023 | 2005 WW9               | 21 de novembre de 2005 | Kitt Peak            | Spacewatch        |
| 394024 | 2005 WY10              | 22 de novembre de 2005 | Kitt Peak            | Spacewatch        |
| 394025 | 2005 WU12              | 3 de novembre de 2005  | Kitt Peak            | Spacewatch        |
| 394026 | 2005 WZ12              | 22 de novembre de 2005 | Kitt Peak            | Spacewatch        |
| 394027 | 2005 WG15              | 22 de novembre de 2005 | Kitt Peak            | Spacewatch        |
| 394028 | 2005 WE20              | 21 de novembre de 2005 | Kitt Peak            | Spacewatch        |
| 394029 | 2005 WQ22              | 3 de novembre de 2005  | Kitt Peak            | Spacewatch        |
| 394030 | 2005 WQ26              | 21 de novembre de 2005 | Kitt Peak            | Spacewatch        |
| 394031 | 2005 WS29              | 21 de novembre de 2005 | Kitt Peak            | Spacewatch        |
| 394032 | 2005 WQ39              | 25 de novembre de 2005 | Mount Lemmon         | Mt. Lemmon Survey |
| 394033 | 2005 WU52              | 25 de novembre de 2005 | Mount Lemmon         | Mt. Lemmon Survey |
| 394034 | 2005 WU59              | 25 de novembre de 2005 | Palomar              | NEAT              |
| 394035 | 2005 WL60              | 27 d'octubre de 2005   | Catalina             | CSS               |
| 394036 | 2005 WA69              | 25 de novembre de 2005 | Mount Lemmon         | Mt. Lemmon Survey |
| 394037 | 2005 WP76              | 25 de novembre de 2005 | Kitt Peak            | Spacewatch        |
| 394038 | 2005 WE86              | 28 de novembre de 2005 | Mount Lemmon         | Mt. Lemmon Survey |
| 394039 | 2005 WP98              | 28 de novembre de 2005 | Mount Lemmon         | Mt. Lemmon Survey |
| 394040 | 2005 WD100             | 1 de novembre de 2005  | Mount Lemmon         | Mt. Lemmon Survey |
| 394041 | 2005 WY101             | 29 de novembre de 2005 | Socorro              | LINEAR            |
| 394042 | 2005 WX102             | 25 de novembre de 2005 | Catalina             | CSS               |
| 394043 | 2005 WS112             | 20 de juny de 2004     | Kitt Peak            | Spacewatch        |
| 394044 | 2005 WO117             | 28 de novembre de 2005 | Socorro              | LINEAR            |
| 394045 | 2005 WS118             | 25 de novembre de 2005 | Kitt Peak            | Spacewatch        |
| 394046 | 2005 WX119             | 29 de novembre de 2005 | Anderson Mesa        | LONEOS            |
| 394047 | 2005 WC141             | 28 de novembre de 2005 | Mount Lemmon         | Mt. Lemmon Survey |
| 394048 | 2005 WV146             | 25 de novembre de 2005 | Kitt Peak            | Spacewatch        |
| 394049 | 2005 WE148             | 26 de novembre de 2005 | Kitt Peak            | Spacewatch        |
| 394050 | 2005 WQ163             | 21 de novembre de 2005 | Kitt Peak            | Spacewatch        |
| 394051 | 2005 WR163             | 29 de novembre de 2005 | Kitt Peak            | Spacewatch        |
| 394052 | 2005 WU186             | 29 de novembre de 2005 | Kitt Peak            | Spacewatch        |
| 394053 | 2005 WT187             | 29 de novembre de 2005 | Kitt Peak            | Spacewatch        |
| 394054 | 2005 WL188             | 30 de novembre de 2005 | Kitt Peak            | Spacewatch        |
| 394055 | 2005 WU191             | 25 de novembre de 2005 | Catalina             | CSS               |
| 394056 | 2005 WW200             | 26 de novembre de 2005 | Kitt Peak            | Spacewatch        |
| 394057 | 2005 WD209             | 30 de novembre de 2005 | Kitt Peak            | Spacewatch        |
| 394058 | 2005 XF                | 1 de desembre de 2005  | Junk Bond            | D. Healy          |
| 394059 | 2005 XB5               | 6 de desembre de 2005  | Cordell-Lorenz       | Cordell-Lorenz    |
| 394060 | 2005 XB8               | 4 de desembre de 2005  | Mount Lemmon         | Mt. Lemmon Survey |
| 394061 | 2005 XG28              | 1 de desembre de 2005  | Catalina             | CSS               |
| 394062 | 2005 XO51              | 2 de desembre de 2005  | Kitt Peak            | Spacewatch        |
| 394063 | 2005 XP54              | 25 de novembre de 2005 | Kitt Peak            | Spacewatch        |
| 394064 | 2005 XS54              | 5 de desembre de 2005  | Kitt Peak            | Spacewatch        |
| 394065 | 2005 XW60              | 4 de desembre de 2005  | Kitt Peak            | Spacewatch        |
| 394066 | 2005 XU77              | 10 de desembre de 2005 | Socorro              | LINEAR            |
| 394067 | 2005 YH80              | 24 de desembre de 2005 | Kitt Peak            | Spacewatch        |
| 394068 | 2005 YZ111             | 25 de desembre de 2005 | Mount Lemmon         | Mt. Lemmon Survey |
| 394069 | 2005 YT121             | 28 de desembre de 2005 | Mount Lemmon         | Mt. Lemmon Survey |
| 394070 | 2005 YW146             | 29 de desembre de 2005 | Mount Lemmon         | Mt. Lemmon Survey |
| 394071 | 2005 YB153             | 28 de desembre de 2005 | Mount Lemmon         | Mt. Lemmon Survey |
| 394072 | 2005 YY161             | 27 de desembre de 2005 | Kitt Peak            | Spacewatch        |
| 394073 | 2005 YN168             | 29 de desembre de 2005 | Kitt Peak            | Spacewatch        |
| 394074 | 2005 YP176             | 22 de desembre de 2005 | Kitt Peak            | Spacewatch        |
| 394075 | 2005 YZ187             | 28 de desembre de 2005 | Kitt Peak            | Spacewatch        |
| 394076 | 2005 YN200             | 22 de desembre de 2005 | Kitt Peak            | Spacewatch        |
| 394077 | 2005 YC203             | 25 de desembre de 2005 | Kitt Peak            | Spacewatch        |
| 394078 | 2005 YF231             | 7 de desembre de 2005  | Kitt Peak            | Spacewatch        |
| 394079 | 2005 YT271             | 28 de desembre de 2005 | Mount Lemmon         | Mt. Lemmon Survey |
| 394080 | 2005 YL277             | 25 de desembre de 2005 | Kitt Peak            | Spacewatch        |
| 394081 | 2006 AS30              | 4 de gener de 2006     | Kitt Peak            | Spacewatch        |
| 394082 | 2006 AX58              | 4 de gener de 2006     | Mount Lemmon         | Mt. Lemmon Survey |
| 394083 | 2006 AZ92              | 7 de gener de 2006     | Kitt Peak            | Spacewatch        |
| 394084 | 2006 BO5               | 21 de gener de 2006    | Anderson Mesa        | LONEOS            |
| 394085 | 2006 BY9               | 20 de gener de 2006    | Kitt Peak            | Spacewatch        |
| 394086 | 2006 BP12              | 21 de gener de 2006    | Kitt Peak            | Spacewatch        |
| 394087 | 2006 BU28              | 22 de gener de 2006    | Mount Lemmon         | Mt. Lemmon Survey |
| 394088 | 2006 BP34              | 22 de gener de 2006    | Mount Lemmon         | Mt. Lemmon Survey |
| 394089 | 2006 BF36              | 28 de desembre de 2005 | Mount Lemmon         | Mt. Lemmon Survey |
| 394090 | 2006 BK41              | 22 de gener de 2006    | Mount Lemmon         | Mt. Lemmon Survey |
| 394091 | 2006 BT44              | 23 de gener de 2006    | Mount Lemmon         | Mt. Lemmon Survey |
| 394092 | 2006 BH46              | 23 de gener de 2006    | Mount Lemmon         | Mt. Lemmon Survey |
| 394093 | 2006 BQ48              | 25 de gener de 2006    | Kitt Peak            | Spacewatch        |
| 394094 | 2006 BA64              | 22 de gener de 2006    | Catalina             | CSS               |
| 394095 | 2006 BX66              | 23 de gener de 2006    | Kitt Peak            | Spacewatch        |
| 394096 | 2006 BD74              | 23 de gener de 2006    | Kitt Peak            | Spacewatch        |
| 394097 | 2006 BU74              | 23 de gener de 2006    | Kitt Peak            | Spacewatch        |
| 394098 | 2006 BK107             | 25 de gener de 2006    | Kitt Peak            | Spacewatch        |
| 394099 | 2006 BZ110             | 25 de gener de 2006    | Kitt Peak            | Spacewatch        |
| 394100 | 2006 BS111             | 25 de gener de 2006    | Kitt Peak            | Spacewatch        |

## 394101-394200
| Nom    | Designació provisional | Data de descobriment   | Lloc de descobriment | Descobridor/s        |
| ------ | ---------------------- | ---------------------- | -------------------- | -------------------- |
| 394101 | 2006 BY113             | 25 de gener de 2006    | Kitt Peak            | Spacewatch           |
| 394102 | 2006 BC136             | 1 de desembre de 2005  | Kitt Peak            | Spacewatch           |
| 394103 | 2006 BP137             | 28 de gener de 2006    | Mount Lemmon         | Mt. Lemmon Survey    |
| 394104 | 2006 BR158             | 26 de gener de 2006    | Anderson Mesa        | LONEOS               |
| 394105 | 2006 BT178             | 27 de gener de 2006    | Mount Lemmon         | Mt. Lemmon Survey    |
| 394106 | 2006 BW185             | 28 de gener de 2006    | Mount Lemmon         | Mt. Lemmon Survey    |
| 394107 | 2006 BV194             | 30 de gener de 2006    | Kitt Peak            | Spacewatch           |
| 394108 | 2006 CY5               | 1 de febrer de 2006    | Mount Lemmon         | Mt. Lemmon Survey    |
| 394109 | 2006 CD7               | 1 de febrer de 2006    | Mount Lemmon         | Mt. Lemmon Survey    |
| 394110 | 2006 CX41              | 2 de febrer de 2006    | Kitt Peak            | Spacewatch           |
| 394111 | 2006 CV56              | 4 de febrer de 2006    | Catalina             | CSS                  |
| 394112 | 2006 DD4               | 20 de febrer de 2006   | Catalina             | CSS                  |
| 394113 | 2006 DE5               | 9 d'octubre de 2004    | Kitt Peak            | Spacewatch           |
| 394114 | 2006 DD16              | 23 de gener de 2006    | Kitt Peak            | Spacewatch           |
| 394115 | 2006 DQ25              | 20 de febrer de 2006   | Kitt Peak            | Spacewatch           |
| 394116 | 2006 DB170             | 27 de febrer de 2006   | Kitt Peak            | Spacewatch           |
| 394117 | 2006 DG184             | 27 de febrer de 2006   | Kitt Peak            | Spacewatch           |
| 394118 | 2006 DC191             | 9 de setembre de 1999  | Socorro              | LINEAR               |
| 394119 | 2006 EV15              | 2 de març de 2006      | Kitt Peak            | Spacewatch           |
| 394120 | 2006 EB25              | 3 de març de 2006      | Kitt Peak            | Spacewatch           |
| 394121 | 2006 EQ48              | 4 de març de 2006      | Kitt Peak            | Spacewatch           |
| 394122 | 2006 FT13              | 23 de març de 2006     | Kitt Peak            | Spacewatch           |
| 394123 | 2006 FA16              | 23 de març de 2006     | Mount Lemmon         | Mt. Lemmon Survey    |
| 394124 | 2006 FN28              | 24 de març de 2006     | Mount Lemmon         | Mt. Lemmon Survey    |
| 394125 | 2006 GZ25              | 25 de març de 2006     | Kitt Peak            | Spacewatch           |
| 394126 | 2006 GR41              | 7 d'abril de 2006      | Anderson Mesa        | LONEOS               |
| 394127 | 2006 GW54              | 9 d'abril de 2006      | Kitt Peak            | Spacewatch           |
| 394128 | 2006 HR33              | 19 d'abril de 2006     | Mount Lemmon         | Mt. Lemmon Survey    |
| 394129 | 2006 HJ48              | 24 d'abril de 2006     | Kitt Peak            | Spacewatch           |
| 394130 | 2006 HY51              | 26 d'abril de 2006     | Socorro              | LINEAR               |
| 394131 | 2006 HV62              | 8 d'abril de 2006      | Kitt Peak            | Spacewatch           |
| 394132 | 2006 HT75              | 25 d'abril de 2006     | Kitt Peak            | Spacewatch           |
| 394133 | 2006 HE152             | 19 d'abril de 2006     | Kitt Peak            | Spacewatch           |
| 394134 | 2006 JA2               | 1 de maig de 2006      | Socorro              | LINEAR               |
| 394135 | 2006 JA14              | 4 de maig de 2006      | Kitt Peak            | Spacewatch           |
| 394136 | 2006 JA35              | 4 de maig de 2006      | Kitt Peak            | Spacewatch           |
| 394137 | 2006 JQ46              | 7 de maig de 2006      | Kitt Peak            | Spacewatch           |
| 394138 | 2006 KF23              | 21 de maig de 2006     | Palomar              | NEAT                 |
| 394139 | 2006 KW27              | 20 de maig de 2006     | Kitt Peak            | Spacewatch           |
| 394140 | 2006 KU30              | 20 de maig de 2006     | Kitt Peak            | Spacewatch           |
| 394141 | 2006 KV38              | 24 de maig de 2006     | Siding Spring        | Siding Spring Survey |
| 394142 | 2006 KT55              | 21 de maig de 2006     | Kitt Peak            | Spacewatch           |
| 394143 | 2006 KO71              | 22 de maig de 2006     | Kitt Peak            | Spacewatch           |
| 394144 | 2006 KF74              | 23 de maig de 2006     | Kitt Peak            | Spacewatch           |
| 394145 | 2006 KG80              | 9 de maig de 2006      | Mount Lemmon         | Mt. Lemmon Survey    |
| 394146 | 2006 KO85              | 2 de maig de 2006      | Catalina             | CSS                  |
| 394147 | 2006 KZ92              | 25 de maig de 2006     | Kitt Peak            | Spacewatch           |
| 394148 | 2006 KT99              | 28 de maig de 2006     | Kitt Peak            | Spacewatch           |
| 394149 | 2006 KA104             | 6 de maig de 2006      | Mount Lemmon         | Mt. Lemmon Survey    |
| 394150 | 2006 KW115             | 29 de maig de 2006     | Kitt Peak            | Spacewatch           |
| 394151 | 2006 LF1               | 1 de juny de 2006      | Kitt Peak            | Spacewatch           |
| 394152 | 2006 ON21              | 28 de juliol de 2006   | Siding Spring        | Siding Spring Survey |
| 394153 | 2006 PL14              | 15 d'agost de 2006     | Palomar              | NEAT                 |
| 394154 | 2006 PH20              | 18 de juliol de 2006   | Siding Spring        | Siding Spring Survey |
| 394155 | 2006 QS                | 18 d'agost de 2006     | Socorro              | LINEAR               |
| 394156 | 2006 QX6               | 17 d'agost de 2006     | Palomar              | NEAT                 |
| 394157 | 2006 QR16              | 17 d'agost de 2006     | Palomar              | NEAT                 |
| 394158 | 2006 QZ20              | 18 d'agost de 2006     | Anderson Mesa        | LONEOS               |
| 394159 | 2006 QJ38              | 18 d'agost de 2006     | Socorro              | LINEAR               |
| 394160 | 2006 QD43              | 17 d'agost de 2006     | Palomar              | NEAT                 |
| 394161 | 2006 QF51              | 23 d'agost de 2006     | Socorro              | LINEAR               |
| 394162 | 2006 QD58              | 25 d'agost de 2006     | Socorro              | LINEAR               |
| 394163 | 2006 QN68              | 21 d'agost de 2006     | Kitt Peak            | Spacewatch           |
| 394164 | 2006 QV85              | 27 d'agost de 2006     | Kitt Peak            | Spacewatch           |
| 394165 | 2006 QW90              | 1 de desembre de 1994  | Kitt Peak            | Spacewatch           |
| 394166 | 2006 QQ92              | 16 d'agost de 2006     | Palomar              | NEAT                 |
| 394167 | 2006 QL95              | 16 d'agost de 2006     | Palomar              | NEAT                 |
| 394168 | 2006 QT96              | 16 d'agost de 2006     | Palomar              | NEAT                 |
| 394169 | 2006 QW104             | 28 d'agost de 2006     | Socorro              | LINEAR               |
| 394170 | 2006 QZ113             | 25 d'agost de 2006     | Socorro              | LINEAR               |
| 394171 | 2006 QK152             | 19 d'agost de 2006     | Kitt Peak            | Spacewatch           |
| 394172 | 2006 QR156             | 19 d'agost de 2006     | Kitt Peak            | Spacewatch           |
| 394173 | 2006 QR164             | 29 d'agost de 2006     | Anderson Mesa        | LONEOS               |
| 394174 | 2006 QJ165             | 29 d'agost de 2006     | Catalina             | CSS                  |
| 394175 | 2006 QN185             | 18 d'agost de 2006     | Kitt Peak            | Spacewatch           |
| 394176 | 2006 RS8               | 12 de setembre de 2006 | Catalina             | CSS                  |
| 394177 | 2006 RM10              | 14 de setembre de 2006 | Palomar              | NEAT                 |
| 394178 | 2006 RU46              | 14 de setembre de 2006 | Kitt Peak            | Spacewatch           |
| 394179 | 2006 RT54              | 14 de setembre de 2006 | Kitt Peak            | Spacewatch           |
| 394180 | 2006 RT59              | 15 de setembre de 2006 | Kitt Peak            | Spacewatch           |
| 394181 | 2006 RV61              | 12 de setembre de 2006 | Catalina             | CSS                  |
| 394182 | 2006 RO70              | 15 de setembre de 2006 | Kitt Peak            | Spacewatch           |
| 394183 | 2006 RM76              | 15 de setembre de 2006 | Kitt Peak            | Spacewatch           |
| 394184 | 2006 RJ92              | 15 de setembre de 2006 | Kitt Peak            | Spacewatch           |
| 394185 | 2006 RN93              | 15 de setembre de 2006 | Kitt Peak            | Spacewatch           |
| 394186 | 2006 RY98              | 14 de setembre de 2006 | Catalina             | CSS                  |
| 394187 | 2006 SM1               | 10 d'abril de 2005     | Mount Lemmon         | Mt. Lemmon Survey    |
| 394188 | 2006 SL7               | 18 de setembre de 2006 | Mayhill              | A. Lowe              |
| 394189 | 2006 SM10              | 16 de setembre de 2006 | Kitt Peak            | Spacewatch           |
| 394190 | 2006 ST36              | 17 de setembre de 2006 | Kitt Peak            | Spacewatch           |
| 394191 | 2006 SY51              | 18 de setembre de 2006 | Catalina             | CSS                  |
| 394192 | 2006 SB55              | 18 de setembre de 2006 | Catalina             | CSS                  |
| 394193 | 2006 SX58              | 20 de setembre de 2006 | Catalina             | CSS                  |
| 394194 | 2006 SA60              | 18 de setembre de 2006 | Catalina             | CSS                  |
| 394195 | 2006 SV60              | 18 de setembre de 2006 | Catalina             | CSS                  |
| 394196 | 2006 SH66              | 23 de setembre de 2001 | Kitt Peak            | Spacewatch           |
| 394197 | 2006 SZ69              | 19 de setembre de 2006 | Kitt Peak            | Spacewatch           |
| 394198 | 2006 SY72              | 19 de setembre de 2006 | Kitt Peak            | Spacewatch           |
| 394199 | 2006 SS84              | 18 de setembre de 2006 | Kitt Peak            | Spacewatch           |
| 394200 | 2006 SF85              | 18 de setembre de 2006 | Kitt Peak            | Spacewatch           |

## 394201-394300
| Nom    | Designació provisional | Data de descobriment   | Lloc de descobriment | Descobridor/s     |
| ------ | ---------------------- | ---------------------- | -------------------- | ----------------- |
| 394201 | 2006 SV91              | 18 de setembre de 2006 | Kitt Peak            | Spacewatch        |
| 394202 | 2006 SY102             | 19 de setembre de 2006 | Kitt Peak            | Spacewatch        |
| 394203 | 2006 SB104             | 19 de setembre de 2006 | Catalina             | CSS               |
| 394204 | 2006 SM105             | 19 de setembre de 2006 | Kitt Peak            | Spacewatch        |
| 394205 | 2006 SZ107             | 19 de setembre de 2006 | Anderson Mesa        | LONEOS            |
| 394206 | 2006 SK167             | 25 de setembre de 2006 | Kitt Peak            | Spacewatch        |
| 394207 | 2006 SN186             | 25 de setembre de 2006 | Kitt Peak            | Spacewatch        |
| 394208 | 2006 SL188             | 26 de setembre de 2006 | Kitt Peak            | Spacewatch        |
| 394209 | 2006 SC199             | 13 d'abril de 2004     | Kitt Peak            | Spacewatch        |
| 394210 | 2006 SN221             | 28 d'agost de 2006     | Kitt Peak            | Spacewatch        |
| 394211 | 2006 SW224             | 26 de setembre de 2006 | Kitt Peak            | Spacewatch        |
| 394212 | 2006 SQ226             | 18 de setembre de 2006 | Kitt Peak            | Spacewatch        |
| 394213 | 2006 SZ233             | 26 de setembre de 2006 | Kitt Peak            | Spacewatch        |
| 394214 | 2006 SH244             | 18 de setembre de 2006 | Kitt Peak            | Spacewatch        |
| 394215 | 2006 SY250             | 26 de setembre de 2006 | Kitt Peak            | Spacewatch        |
| 394216 | 2006 SG262             | 26 de setembre de 2006 | Mount Lemmon         | Mt. Lemmon Survey |
| 394217 | 2006 SF266             | 26 de setembre de 2006 | Kitt Peak            | Spacewatch        |
| 394218 | 2006 SW269             | 26 de setembre de 2006 | Mount Lemmon         | Mt. Lemmon Survey |
| 394219 | 2006 SM284             | 27 de setembre de 2006 | Catalina             | CSS               |
| 394220 | 2006 SO293             | 17 de setembre de 2006 | Kitt Peak            | Spacewatch        |
| 394221 | 2006 SH302             | 27 de setembre de 2006 | Kitt Peak            | Spacewatch        |
| 394222 | 2006 SQ309             | 27 de setembre de 2006 | Kitt Peak            | Spacewatch        |
| 394223 | 2006 ST311             | 27 de setembre de 2006 | Kitt Peak            | Spacewatch        |
| 394224 | 2006 SF315             | 27 de setembre de 2006 | Kitt Peak            | Spacewatch        |
| 394225 | 2006 SK325             | 27 de setembre de 2006 | Kitt Peak            | Spacewatch        |
| 394226 | 2006 SH327             | 27 de setembre de 2006 | Kitt Peak            | Spacewatch        |
| 394227 | 2006 SN327             | 27 de setembre de 2006 | Kitt Peak            | Spacewatch        |
| 394228 | 2006 ST341             | 28 de setembre de 2006 | Mount Lemmon         | Mt. Lemmon Survey |
| 394229 | 2006 SH348             | 28 de setembre de 2006 | Kitt Peak            | Spacewatch        |
| 394230 | 2006 SW348             | 28 de setembre de 2006 | Kitt Peak            | Spacewatch        |
| 394231 | 2006 SF358             | 30 de setembre de 2006 | Mount Lemmon         | Mt. Lemmon Survey |
| 394232 | 2006 SK358             | 15 de setembre de 2006 | Kitt Peak            | Spacewatch        |
| 394233 | 2006 SC359             | 30 de setembre de 2006 | Catalina             | CSS               |
| 394234 | 2006 SA375             | 16 de setembre de 2006 | Apache Point         | A. C. Becker      |
| 394235 | 2006 SW393             | 30 de setembre de 2006 | Mount Lemmon         | Mt. Lemmon Survey |
| 394236 | 2006 SS397             | 25 de setembre de 2006 | Mount Lemmon         | Mt. Lemmon Survey |
| 394237 | 2006 SN404             | 30 de setembre de 2006 | Mount Lemmon         | Mt. Lemmon Survey |
| 394238 | 2006 SQ404             | 30 de setembre de 2006 | Mount Lemmon         | Mt. Lemmon Survey |
| 394239 | 2006 SA405             | 30 de setembre de 2006 | Mount Lemmon         | Mt. Lemmon Survey |
| 394240 | 2006 SY405             | 17 de setembre de 2006 | Kitt Peak            | Spacewatch        |
| 394241 | 2006 SZ410             | 20 de maig de 2005     | Mount Lemmon         | Mt. Lemmon Survey |
| 394242 | 2006 TU13              | 10 d'octubre de 2006   | Palomar              | NEAT              |
| 394243 | 2006 TG29              | 12 d'octubre de 2006   | Kitt Peak            | Spacewatch        |
| 394244 | 2006 TF38              | 12 d'octubre de 2006   | Kitt Peak            | Spacewatch        |
| 394245 | 2006 TW60              | 15 d'octubre de 2006   | Bergisch Gladbac     | W. Bickel         |
| 394246 | 2006 TO69              | 25 de setembre de 2006 | Catalina             | CSS               |
| 394247 | 2006 TQ77              | 12 d'octubre de 2006   | Kitt Peak            | Spacewatch        |
| 394248 | 2006 TN85              | 2 d'octubre de 2006    | Mount Lemmon         | Mt. Lemmon Survey |
| 394249 | 2006 TO104             | 15 d'octubre de 2006   | Kitt Peak            | Spacewatch        |
| 394250 | 2006 TN112             | 1 d'octubre de 2006    | Apache Point         | A. C. Becker      |
| 394251 | 2006 TK120             | 12 d'octubre de 2006   | Apache Point         | A. C. Becker      |
| 394252 | 2006 TV121             | 3 d'octubre de 2006    | Mount Lemmon         | Mt. Lemmon Survey |
| 394253 | 2006 TU124             | 4 d'octubre de 2006    | Mount Lemmon         | Mt. Lemmon Survey |
| 394254 | 2006 TR128             | 2 d'octubre de 2006    | Kitt Peak            | Spacewatch        |
| 394255 | 2006 UX21              | 25 de setembre de 2006 | Kitt Peak            | Spacewatch        |
| 394256 | 2006 UV24              | 16 d'octubre de 2006   | Kitt Peak            | Spacewatch        |
| 394257 | 2006 UH39              | 16 d'octubre de 2006   | Kitt Peak            | Spacewatch        |
| 394258 | 2006 UX43              | 16 d'octubre de 2006   | Kitt Peak            | Spacewatch        |
| 394259 | 2006 UE48              | 17 d'octubre de 2006   | Kitt Peak            | Spacewatch        |
| 394260 | 2006 UH62              | 27 de setembre de 2006 | Mount Lemmon         | Mt. Lemmon Survey |
| 394261 | 2006 UV70              | 22 de juliol de 2006   | Mount Lemmon         | Mt. Lemmon Survey |
| 394262 | 2006 UW72              | 17 d'octubre de 2006   | Kitt Peak            | Spacewatch        |
| 394263 | 2006 UA95              | 3 d'octubre de 2006    | Mount Lemmon         | Mt. Lemmon Survey |
| 394264 | 2006 UZ104             | 18 d'octubre de 2006   | Kitt Peak            | Spacewatch        |
| 394265 | 2006 UY111             | 19 d'octubre de 2006   | Kitt Peak            | Spacewatch        |
| 394266 | 2006 UK114             | 19 d'octubre de 2006   | Kitt Peak            | Spacewatch        |
| 394267 | 2006 UR115             | 11 d'octubre de 2006   | Kitt Peak            | Spacewatch        |
| 394268 | 2006 UF118             | 19 d'octubre de 2006   | Kitt Peak            | Spacewatch        |
| 394269 | 2006 UP119             | 19 d'octubre de 2006   | Kitt Peak            | Spacewatch        |
| 394270 | 2006 UO120             | 19 d'octubre de 2006   | Kitt Peak            | Spacewatch        |
| 394271 | 2006 UY125             | 19 d'octubre de 2006   | Kitt Peak            | Spacewatch        |
| 394272 | 2006 UA133             | 19 d'octubre de 2006   | Kitt Peak            | Spacewatch        |
| 394273 | 2006 US135             | 30 de setembre de 2006 | Mount Lemmon         | Mt. Lemmon Survey |
| 394274 | 2006 UW143             | 19 d'octubre de 2006   | Catalina             | CSS               |
| 394275 | 2006 UX188             | 17 de setembre de 2006 | Catalina             | CSS               |
| 394276 | 2006 UG194             | 12 d'octubre de 2006   | Kitt Peak            | Spacewatch        |
| 394277 | 2006 UY217             | 29 d'agost de 2006     | Catalina             | CSS               |
| 394278 | 2006 UU228             | 2 d'octubre de 2006    | Mount Lemmon         | Mt. Lemmon Survey |
| 394279 | 2006 UN248             | 27 d'octubre de 2006   | Mount Lemmon         | Mt. Lemmon Survey |
| 394280 | 2006 UD260             | 28 d'octubre de 2006   | Kitt Peak            | Spacewatch        |
| 394281 | 2006 UO276             | 28 d'octubre de 2006   | Mount Lemmon         | Mt. Lemmon Survey |
| 394282 | 2006 UE279             | 28 d'octubre de 2006   | Mount Lemmon         | Mt. Lemmon Survey |
| 394283 | 2006 UU280             | 22 d'abril de 2004     | Kitt Peak            | Spacewatch        |
| 394284 | 2006 UF284             | 28 d'octubre de 2006   | Kitt Peak            | Spacewatch        |
| 394285 | 2006 UA285             | 28 d'octubre de 2006   | Kitt Peak            | Spacewatch        |
| 394286 | 2006 UW325             | 20 d'octubre de 2006   | Kitt Peak            | M. W. Buie        |
| 394287 | 2006 UZ336             | 23 d'octubre de 2006   | Mount Lemmon         | Mt. Lemmon Survey |
| 394288 | 2006 VY16              | 9 de novembre de 2006  | Kitt Peak            | Spacewatch        |
| 394289 | 2006 VJ21              | 10 de novembre de 2006 | Kitt Peak            | Spacewatch        |
| 394290 | 2006 VF28              | 10 de novembre de 2006 | Kitt Peak            | Spacewatch        |
| 394291 | 2006 VW29              | 10 de novembre de 2006 | Kitt Peak            | Spacewatch        |
| 394292 | 2006 VM34              | 28 de setembre de 2006 | Mount Lemmon         | Mt. Lemmon Survey |
| 394293 | 2006 VJ35              | 27 d'octubre de 2006   | Mount Lemmon         | Mt. Lemmon Survey |
| 394294 | 2006 VB41              | 12 de novembre de 2006 | Mount Lemmon         | Mt. Lemmon Survey |
| 394295 | 2006 VZ58              | 11 de novembre de 2006 | Kitt Peak            | Spacewatch        |
| 394296 | 2006 VW70              | 11 de novembre de 2006 | Kitt Peak            | Spacewatch        |
| 394297 | 2006 VD73              | 11 de novembre de 2006 | Kitt Peak            | Spacewatch        |
| 394298 | 2006 VD83              | 4 d'octubre de 2006    | Mount Lemmon         | Mt. Lemmon Survey |
| 394299 | 2006 VF98              | 28 d'octubre de 2006   | Mount Lemmon         | Mt. Lemmon Survey |
| 394300 | 2006 VT110             | 28 de setembre de 2006 | Mount Lemmon         | Mt. Lemmon Survey |

## 394301-394400
| Nom    | Designació provisional | Data de descobriment   | Lloc de descobriment | Descobridor/s        |
| ------ | ---------------------- | ---------------------- | -------------------- | -------------------- |
| 394301 | 2006 VA126             | 26 de setembre de 2006 | Mount Lemmon         | Mt. Lemmon Survey    |
| 394302 | 2006 VX131             | 22 de gener de 2002    | Kitt Peak            | Spacewatch           |
| 394303 | 2006 VJ134             | 21 d'octubre de 2006   | Mount Lemmon         | Mt. Lemmon Survey    |
| 394304 | 2006 VR139             | 15 de novembre de 2006 | Kitt Peak            | Spacewatch           |
| 394305 | 2006 VG146             | 15 de novembre de 2006 | Catalina             | CSS                  |
| 394306 | 2006 VL146             | 5 d'abril de 2003      | Kitt Peak            | Spacewatch           |
| 394307 | 2006 VO153             | 3 d'octubre de 2006    | Mount Lemmon         | Mt. Lemmon Survey    |
| 394308 | 2006 VY169             | 11 de novembre de 2006 | Kitt Peak            | Spacewatch           |
| 394309 | 2006 WY5               | 16 de novembre de 2006 | Kitt Peak            | Spacewatch           |
| 394310 | 2006 WA10              | 16 de novembre de 2006 | Mount Lemmon         | Mt. Lemmon Survey    |
| 394311 | 2006 WP12              | 16 de novembre de 2006 | Mount Lemmon         | Mt. Lemmon Survey    |
| 394312 | 2006 WC16              | 4 d'octubre de 2006    | Mount Lemmon         | Mt. Lemmon Survey    |
| 394313 | 2006 WV16              | 27 de setembre de 2006 | Mount Lemmon         | Mt. Lemmon Survey    |
| 394314 | 2006 WS21              | 17 de novembre de 2006 | Mount Lemmon         | Mt. Lemmon Survey    |
| 394315 | 2006 WZ33              | 23 d'octubre de 2006   | Mount Lemmon         | Mt. Lemmon Survey    |
| 394316 | 2006 WA52              | 28 d'octubre de 2006   | Mount Lemmon         | Mt. Lemmon Survey    |
| 394317 | 2006 WS52              | 1 de novembre de 2006  | Mount Lemmon         | Mt. Lemmon Survey    |
| 394318 | 2006 WR73              | 18 de novembre de 2006 | Kitt Peak            | Spacewatch           |
| 394319 | 2006 WM87              | 18 de novembre de 2006 | Mount Lemmon         | Mt. Lemmon Survey    |
| 394320 | 2006 WN97              | 19 de novembre de 2006 | Kitt Peak            | Spacewatch           |
| 394321 | 2006 WX102             | 28 d'octubre de 2006   | Mount Lemmon         | Mt. Lemmon Survey    |
| 394322 | 2006 WB103             | 19 de novembre de 2006 | Kitt Peak            | Spacewatch           |
| 394323 | 2006 WY103             | 28 d'octubre de 2006   | Mount Lemmon         | Mt. Lemmon Survey    |
| 394324 | 2006 WC109             | 19 de novembre de 2006 | Kitt Peak            | Spacewatch           |
| 394325 | 2006 WY116             | 4 d'octubre de 2006    | Mount Lemmon         | Mt. Lemmon Survey    |
| 394326 | 2006 WL139             | 11 de novembre de 2006 | Kitt Peak            | Spacewatch           |
| 394327 | 2006 WN164             | 23 de novembre de 2006 | Kitt Peak            | Spacewatch           |
| 394328 | 2006 WJ166             | 11 de novembre de 2006 | Kitt Peak            | Spacewatch           |
| 394329 | 2006 WJ174             | 23 de novembre de 2006 | Kitt Peak            | Spacewatch           |
| 394330 | 2006 WM187             | 15 de novembre de 2006 | Catalina             | CSS                  |
| 394331 | 2006 WS187             | 27 de setembre de 2006 | Mount Lemmon         | Mt. Lemmon Survey    |
| 394332 | 2006 WG192             | 15 de novembre de 2006 | Kitt Peak            | Spacewatch           |
| 394333 | 2006 WR192             | 27 de novembre de 2006 | Kitt Peak            | Spacewatch           |
| 394334 | 2006 WV193             | 14 de novembre de 2006 | Mount Lemmon         | Mt. Lemmon Survey    |
| 394335 | 2006 WN199             | 19 de novembre de 2006 | Kitt Peak            | Spacewatch           |
| 394336 | 2006 WN202             | 25 de novembre de 2006 | Kitt Peak            | Spacewatch           |
| 394337 | 2006 WH205             | 20 de novembre de 2006 | Kitt Peak            | Spacewatch           |
| 394338 | 2006 XR11              | 27 de setembre de 2006 | Mount Lemmon         | Mt. Lemmon Survey    |
| 394339 | 2006 XA15              | 10 de desembre de 2006 | Kitt Peak            | Spacewatch           |
| 394340 | 2006 XC18              | 10 de desembre de 2006 | Kitt Peak            | Spacewatch           |
| 394341 | 2006 XY69              | 11 de desembre de 2006 | Kitt Peak            | Spacewatch           |
| 394342 | 2006 XZ70              | 13 de desembre de 2006 | Kitt Peak            | Spacewatch           |
| 394343 | 2006 XV71              | 1 de desembre de 2006  | Mount Lemmon         | Mt. Lemmon Survey    |
| 394344 | 2006 YL                | 17 de desembre de 2006 | 7300                 | W. K. Y. Yeung       |
| 394345 | 2006 YH29              | 21 de desembre de 2006 | Kitt Peak            | Spacewatch           |
| 394346 | 2006 YU38              | 21 de desembre de 2006 | Kitt Peak            | Spacewatch           |
| 394347 | 2007 AD1               | 8 de gener de 2007     | Mount Lemmon         | Mt. Lemmon Survey    |
| 394348 | 2007 AJ23              | 21 de desembre de 2006 | Mount Lemmon         | Mt. Lemmon Survey    |
| 394349 | 2007 AH28              | 9 de gener de 2007     | Kitt Peak            | Spacewatch           |
| 394350 | 2007 BF10              | 17 de gener de 2007    | Kitt Peak            | Spacewatch           |
| 394351 | 2007 BM11              | 17 de gener de 2007    | Palomar              | NEAT                 |
| 394352 | 2007 BN16              | 17 de gener de 2007    | Catalina             | CSS                  |
| 394353 | 2007 BK37              | 13 de setembre de 2005 | Kitt Peak            | Spacewatch           |
| 394354 | 2007 BL43              | 24 de gener de 2007    | Mount Lemmon         | Mt. Lemmon Survey    |
| 394355 | 2007 BF44              | 24 de desembre de 2006 | Mount Lemmon         | Mt. Lemmon Survey    |
| 394356 | 2007 BB48              | 26 de gener de 2007    | Kitt Peak            | Spacewatch           |
| 394357 | 2007 BB57              | 29 d'abril de 2003     | Kitt Peak            | Spacewatch           |
| 394358 | 2007 BY62              | 27 de gener de 2007    | Mount Lemmon         | Mt. Lemmon Survey    |
| 394359 | 2007 BW68              | 27 de gener de 2007    | Mount Lemmon         | Mt. Lemmon Survey    |
| 394360 | 2007 BZ79              | 17 de gener de 2007    | Kitt Peak            | Spacewatch           |
| 394361 | 2007 CO14              | 7 de febrer de 2007    | Mount Lemmon         | Mt. Lemmon Survey    |
| 394362 | 2007 CS23              | 7 de febrer de 2007    | Kitt Peak            | Spacewatch           |
| 394363 | 2007 CP60              | 10 de febrer de 2007   | Catalina             | CSS                  |
| 394364 | 2007 DD1               | 18 de febrer de 2007   | Calvin-Rehoboth      | Calvin College       |
| 394365 | 2007 DG22              | 27 de gener de 2007    | Mount Lemmon         | Mt. Lemmon Survey    |
| 394366 | 2007 DH25              | 17 de febrer de 2007   | Kitt Peak            | Spacewatch           |
| 394367 | 2007 DW32              | 17 de febrer de 2007   | Kitt Peak            | Spacewatch           |
| 394368 | 2007 DK33              | 17 de febrer de 2007   | Kitt Peak            | Spacewatch           |
| 394369 | 2007 DG35              | 17 de febrer de 2007   | Kitt Peak            | Spacewatch           |
| 394370 | 2007 DU36              | 17 de febrer de 2007   | Kitt Peak            | Spacewatch           |
| 394371 | 2007 DK55              | 21 de febrer de 2007   | Socorro              | LINEAR               |
| 394372 | 2007 DZ56              | 21 de febrer de 2007   | Mount Lemmon         | Mt. Lemmon Survey    |
| 394373 | 2007 DY67              | 21 de febrer de 2007   | Kitt Peak            | Spacewatch           |
| 394374 | 2007 DD74              | 21 de febrer de 2007   | Kitt Peak            | Spacewatch           |
| 394375 | 2007 DM76              | 22 de febrer de 2007   | Kitt Peak            | Spacewatch           |
| 394376 | 2007 DD86              | 21 de febrer de 2007   | Kitt Peak            | Spacewatch           |
| 394377 | 2007 DN89              | 23 de febrer de 2007   | Mount Lemmon         | Mt. Lemmon Survey    |
| 394378 | 2007 DG110             | 17 de febrer de 2007   | Kitt Peak            | Spacewatch           |
| 394379 | 2007 DO111             | 25 de febrer de 2007   | Kitt Peak            | Spacewatch           |
| 394380 | 2007 EU3               | 9 de març de 2007      | Kitt Peak            | Spacewatch           |
| 394381 | 2007 EF5               | 9 de març de 2007      | Mount Lemmon         | Mt. Lemmon Survey    |
| 394382 | 2007 EU6               | 8 de febrer de 2007    | Kitt Peak            | Spacewatch           |
| 394383 | 2007 EN34              | 26 de febrer de 2007   | Mount Lemmon         | Mt. Lemmon Survey    |
| 394384 | 2007 EX35              | 17 de febrer de 2007   | Kitt Peak            | Spacewatch           |
| 394385 | 2007 EZ44              | 9 de març de 2007      | Kitt Peak            | Spacewatch           |
| 394386 | 2007 ES45              | 9 de març de 2007      | Kitt Peak            | Spacewatch           |
| 394387 | 2007 EB52              | 11 de març de 2007     | Catalina             | CSS                  |
| 394388 | 2007 EE60              | 9 de març de 2007      | Mount Lemmon         | Mt. Lemmon Survey    |
| 394389 | 2007 EP70              | 10 de març de 2007     | Kitt Peak            | Spacewatch           |
| 394390 | 2007 ES72              | 10 de març de 2007     | Kitt Peak            | Spacewatch           |
| 394391 | 2007 EO82              | 12 de març de 2007     | Kitt Peak            | Spacewatch           |
| 394392 | 2007 EP88              | 15 de març de 2007     | Siding Spring        | Siding Spring Survey |
| 394393 | 2007 EK92              | 10 de març de 2007     | Kitt Peak            | Spacewatch           |
| 394394 | 2007 EZ93              | 10 de març de 2007     | Mount Lemmon         | Mt. Lemmon Survey    |
| 394395 | 2007 EH110             | 11 de març de 2007     | Kitt Peak            | Spacewatch           |
| 394396 | 2007 EK111             | 11 de març de 2007     | Kitt Peak            | Spacewatch           |
| 394397 | 2007 EN132             | 9 de març de 2007      | Mount Lemmon         | Mt. Lemmon Survey    |
| 394398 | 2007 EZ135             | 10 de març de 2007     | Mount Lemmon         | Mt. Lemmon Survey    |
| 394399 | 2007 EY177             | 14 de març de 2007     | Kitt Peak            | Spacewatch           |
| 394400 | 2007 ER197             | 15 de març de 2007     | Kitt Peak            | Spacewatch           |

## 394401-394500
| Nom    | Designació provisional | Data de descobriment   | Lloc de descobriment | Descobridor/s                     |
| ------ | ---------------------- | ---------------------- | -------------------- | --------------------------------- |
| 394401 | 2007 FG27              | 20 de març de 2007     | Mount Lemmon         | Mt. Lemmon Survey                 |
| 394402 | 2007 GF21              | 11 d'abril de 2007     | Mount Lemmon         | Mt. Lemmon Survey                 |
| 394403 | 2007 GT22              | 11 d'abril de 2007     | Mount Lemmon         | Mt. Lemmon Survey                 |
| 394404 | 2007 GJ23              | 11 d'abril de 2007     | Kitt Peak            | Spacewatch                        |
| 394405 | 2007 GZ34              | 10 de març de 2007     | Kitt Peak            | Spacewatch                        |
| 394406 | 2007 GM39              | 14 d'abril de 2007     | Kitt Peak            | Spacewatch                        |
| 394407 | 2007 GS41              | 14 d'abril de 2007     | Kitt Peak            | Spacewatch                        |
| 394408 | 2007 GZ47              | 14 d'abril de 2007     | Kitt Peak            | Spacewatch                        |
| 394409 | 2007 GV48              | 14 de març de 2007     | Mount Lemmon         | Mt. Lemmon Survey                 |
| 394410 | 2007 GO57              | 15 d'abril de 2007     | Kitt Peak            | Spacewatch                        |
| 394411 | 2007 GN58              | 15 d'abril de 2007     | Mount Lemmon         | Mt. Lemmon Survey                 |
| 394412 | 2007 GF62              | 22 de setembre de 2001 | Kitt Peak            | Spacewatch                        |
| 394413 | 2007 GV62              | 15 d'abril de 2007     | Kitt Peak            | Spacewatch                        |
| 394414 | 2007 GJ67              | 15 d'abril de 2007     | Kitt Peak            | Spacewatch                        |
| 394415 | 2007 GU69              | 15 d'abril de 2007     | Mount Lemmon         | Mt. Lemmon Survey                 |
| 394416 | 2007 HV20              | 18 d'abril de 2007     | Kitt Peak            | Spacewatch                        |
| 394417 | 2007 HD22              | 18 d'abril de 2007     | Kitt Peak            | Spacewatch                        |
| 394418 | 2007 HH58              | 23 d'abril de 2007     | Catalina             | CSS                               |
| 394419 | 2007 HB67              | 22 d'abril de 2007     | Mount Lemmon         | Mt. Lemmon Survey                 |
| 394420 | 2007 HH69              | 24 d'abril de 2007     | Kitt Peak            | Spacewatch                        |
| 394421 | 2007 HT74              | 22 d'abril de 2007     | Kitt Peak            | Spacewatch                        |
| 394422 | 2007 JD9               | 13 de març de 2007     | Mount Lemmon         | Mt. Lemmon Survey                 |
| 394423 | 2007 JT10              | 7 de maig de 2007      | Kitt Peak            | Spacewatch                        |
| 394424 | 2007 JZ17              | 15 d'abril de 2007     | Kitt Peak            | Spacewatch                        |
| 394425 | 2007 JG19              | 10 de maig de 2007     | Kitt Peak            | Spacewatch                        |
| 394426 | 2007 JY27              | 18 d'abril de 2007     | Kitt Peak            | Spacewatch                        |
| 394427 | 2007 JG32              | 12 de maig de 2007     | Kitt Peak            | Spacewatch                        |
| 394428 | 2007 KA                | 16 de maig de 2007     | Wrightwood           | J. W. Young                       |
| 394429 | 2007 LF7               | 8 de juny de 2007      | Kitt Peak            | Spacewatch                        |
| 394430 | 2007 LF8               | 9 de juny de 2007      | Kitt Peak            | Spacewatch                        |
| 394431 | 2007 MH7               | 18 de juny de 2007     | Kitt Peak            | Spacewatch                        |
| 394432 | 2007 NC                | 6 de juliol de 2007    | Pla D'Arguines       | R. Ferrando                       |
| 394433 | 2007 PT1               | 20 de juliol de 2007   | Socorro              | LINEAR                            |
| 394434 | 2007 PE2               | 7 d'agost de 2007      | Eskridge             | G. Hug                            |
| 394435 | 2007 PD4               | 8 d'agost de 2007      | Siding Spring        | Siding Spring Survey              |
| 394436 | 2007 PN7               | 8 d'agost de 2007      | Socorro              | LINEAR                            |
| 394437 | 2007 PN9               | 12 d'agost de 2007     | Great Shefford       | P. Birtwhistle                    |
| 394438 | 2007 PJ35              | 9 d'agost de 2007      | Socorro              | LINEAR                            |
| 394439 | 2007 PH40              | 12 d'agost de 2007     | Socorro              | LINEAR                            |
| 394440 | 2007 PT40              | 9 d'agost de 2007      | Socorro              | LINEAR                            |
| 394441 | 2007 PH43              | 10 d'agost de 2007     | Kitt Peak            | Spacewatch                        |
| 394442 | 2007 PV46              | 10 d'agost de 2007     | Kitt Peak            | Spacewatch                        |
| 394443 | 2007 QC9               | 22 d'agost de 2007     | Socorro              | LINEAR                            |
| 394444 | 2007 RH8               | 5 de setembre de 2007  | Catalina             | CSS                               |
| 394445 | 2007 RY12              | 11 de setembre de 2007 | Vicques              | M. Ory                            |
| 394446 | 2007 RS21              | 3 de setembre de 2007  | Catalina             | CSS                               |
| 394447 | 2007 RG23              | 3 de setembre de 2007  | Catalina             | CSS                               |
| 394448 | 2007 RU31              | 5 de setembre de 2007  | Anderson Mesa        | LONEOS                            |
| 394449 | 2007 RH61              | 10 de setembre de 2007 | Mount Lemmon         | Mt. Lemmon Survey                 |
| 394450 | 2007 RJ92              | 10 de setembre de 2007 | Mount Lemmon         | Mt. Lemmon Survey                 |
| 394451 | 2007 RM93              | 10 de setembre de 2007 | Kitt Peak            | Spacewatch                        |
| 394452 | 2007 RH115             | 11 de setembre de 2007 | Kitt Peak            | Spacewatch                        |
| 394453 | 2007 RF127             | 12 de setembre de 2007 | Mount Lemmon         | Mt. Lemmon Survey                 |
| 394454 | 2007 RE129             | 12 de setembre de 2007 | Mount Lemmon         | Mt. Lemmon Survey                 |
| 394455 | 2007 RU179             | 10 de setembre de 2007 | Mount Lemmon         | Mt. Lemmon Survey                 |
| 394456 | 2007 RA190             | 10 de setembre de 2007 | Catalina             | CSS                               |
| 394457 | 2007 RD190             | 4 de setembre de 2007  | Catalina             | CSS                               |
| 394458 | 2007 RS210             | 30 d'abril de 2006     | Kitt Peak            | Spacewatch                        |
| 394459 | 2007 RV217             | 13 de setembre de 2007 | Kitt Peak            | Spacewatch                        |
| 394460 | 2007 RY229             | 11 de setembre de 2007 | Kitt Peak            | Spacewatch                        |
| 394461 | 2007 RR238             | 14 de setembre de 2007 | Catalina             | CSS                               |
| 394462 | 2007 RA249             | 9 de març de 2002      | Kitt Peak            | Spacewatch                        |
| 394463 | 2007 RS273             | 15 de setembre de 2007 | Kitt Peak            | Spacewatch                        |
| 394464 | 2007 RV288             | 15 de setembre de 2007 | Mount Lemmon         | Mt. Lemmon Survey                 |
| 394465 | 2007 RY288             | 9 de setembre de 2007  | Mount Lemmon         | Mt. Lemmon Survey                 |
| 394466 | 2007 RB289             | 10 de setembre de 2007 | Mount Lemmon         | Mt. Lemmon Survey                 |
| 394467 | 2007 RV318             | 11 de setembre de 2007 | Mount Lemmon         | Mt. Lemmon Survey                 |
| 394468 | 2007 SD4               | 8 de setembre de 2007  | Catalina             | CSS                               |
| 394469 | 2007 SC14              | 20 de setembre de 2007 | Catalina             | CSS                               |
| 394470 | 2007 TT4               | 6 d'octubre de 2007    | 7300                 | W. K. Y. Yeung                    |
| 394471 | 2007 TF10              | 19 de setembre de 1998 | Caussols             | ODAS                              |
| 394472 | 2007 TC11              | 6 d'octubre de 2007    | Socorro              | LINEAR                            |
| 394473 | 2007 TC18              | 9 d'octubre de 2007    | 7300                 | W. K. Y. Yeung                    |
| 394474 | 2007 TT23              | 4 d'octubre de 2007    | Kitt Peak            | Spacewatch                        |
| 394475 | 2007 TL27              | 4 d'octubre de 2007    | Kitt Peak            | Spacewatch                        |
| 394476 | 2007 TA30              | 4 d'octubre de 2007    | Kitt Peak            | Spacewatch                        |
| 394477 | 2007 TY39              | 6 d'octubre de 2007    | Kitt Peak            | Spacewatch                        |
| 394478 | 2007 TX40              | 6 d'octubre de 2007    | Kitt Peak            | Spacewatch                        |
| 394479 | 2007 TK48              | 4 d'octubre de 2007    | Kitt Peak            | Spacewatch                        |
| 394480 | 2007 TF49              | 4 d'octubre de 2007    | Kitt Peak            | Spacewatch                        |
| 394481 | 2007 TX51              | 4 d'octubre de 2007    | Kitt Peak            | Spacewatch                        |
| 394482 | 2007 TX53              | 4 d'octubre de 2007    | Kitt Peak            | Spacewatch                        |
| 394483 | 2007 TN68              | 12 d'octubre de 2007   | 7300                 | W. K. Y. Yeung                    |
| 394484 | 2007 TK69              | 14 d'octubre de 2007   | Altschwendt          | W. Ries                           |
| 394485 | 2007 TV81              | 9 de setembre de 2007  | Mount Lemmon         | Mt. Lemmon Survey                 |
| 394486 | 2007 TD84              | 8 d'octubre de 2007    | Catalina             | CSS                               |
| 394487 | 2007 TO90              | 8 d'octubre de 2007    | Mount Lemmon         | Mt. Lemmon Survey                 |
| 394488 | 2007 TK98              | 8 d'octubre de 2007    | Mount Lemmon         | Mt. Lemmon Survey                 |
| 394489 | 2007 TQ106             | 4 d'octubre de 2007    | Kitt Peak            | Spacewatch                        |
| 394490 | 2007 TF112             | 15 de setembre de 2007 | Anderson Mesa        | LONEOS                            |
| 394491 | 2007 TJ129             | 12 de setembre de 2007 | Mount Lemmon         | Mt. Lemmon Survey                 |
| 394492 | 2007 TC139             | 9 d'octubre de 2007    | Kitt Peak            | Spacewatch                        |
| 394493 | 2007 TK144             | 6 d'octubre de 2007    | Socorro              | LINEAR                            |
| 394494 | 2007 TP154             | 9 d'octubre de 2007    | Socorro              | LINEAR                            |
| 394495 | 2007 TN170             | 12 d'octubre de 2007   | Socorro              | LINEAR                            |
| 394496 | 2007 TZ172             | 2 d'octubre de 2007    | Charleston           | Astronomical Research Observatory |
| 394497 | 2007 TQ185             | 12 de setembre de 2007 | Catalina             | CSS                               |
| 394498 | 2007 TF196             | 7 d'octubre de 2007    | Mount Lemmon         | Mt. Lemmon Survey                 |
| 394499 | 2007 TT203             | 18 de setembre de 2007 | Mount Lemmon         | Mt. Lemmon Survey                 |
| 394500 | 2007 TN210             | 6 d'octubre de 2007    | Kitt Peak            | Spacewatch                        |

## 394501-394600
| Nom    | Designació provisional | Data de descobriment   | Lloc de descobriment | Descobridor/s          |
| ------ | ---------------------- | ---------------------- | -------------------- | ---------------------- |
| 394501 | 2007 TW211             | 7 d'octubre de 2007    | Kitt Peak            | Spacewatch             |
| 394502 | 2007 TE212             | 7 d'octubre de 2007    | Kitt Peak            | Spacewatch             |
| 394503 | 2007 TD220             | 8 d'octubre de 2007    | Mount Lemmon         | Mt. Lemmon Survey      |
| 394504 | 2007 TM234             | 8 d'octubre de 2007    | Kitt Peak            | Spacewatch             |
| 394505 | 2007 TQ239             | 9 de setembre de 2007  | Mount Lemmon         | Mt. Lemmon Survey      |
| 394506 | 2007 TX239             | 10 d'octubre de 2007   | Kitt Peak            | Spacewatch             |
| 394507 | 2007 TM242             | 8 d'octubre de 2007    | Catalina             | CSS                    |
| 394508 | 2007 TV247             | 10 d'octubre de 2007   | Kitt Peak            | Spacewatch             |
| 394509 | 2007 TV259             | 10 d'octubre de 2007   | Mount Lemmon         | Mt. Lemmon Survey      |
| 394510 | 2007 TY261             | 10 d'octubre de 2007   | Kitt Peak            | Spacewatch             |
| 394511 | 2007 TL266             | 6 d'octubre de 2007    | Kitt Peak            | Spacewatch             |
| 394512 | 2007 TT273             | 10 d'octubre de 2007   | Anderson Mesa        | LONEOS                 |
| 394513 | 2007 TG274             | 19 de setembre de 2007 | Kitt Peak            | Spacewatch             |
| 394514 | 2007 TA284             | 9 d'agost de 2007      | Socorro              | LINEAR                 |
| 394515 | 2007 TZ293             | 14 de setembre de 2007 | Mount Lemmon         | Mt. Lemmon Survey      |
| 394516 | 2007 TF302             | 12 d'octubre de 2007   | Kitt Peak            | Spacewatch             |
| 394517 | 2007 TC303             | 12 d'octubre de 2007   | Kitt Peak            | Spacewatch             |
| 394518 | 2007 TB312             | 11 d'octubre de 2007   | Mount Lemmon         | Mt. Lemmon Survey      |
| 394519 | 2007 TJ313             | 11 d'octubre de 2007   | Kitt Peak            | Spacewatch             |
| 394520 | 2007 TR328             | 19 de juny de 2006     | Mount Lemmon         | Mt. Lemmon Survey      |
| 394521 | 2007 TL333             | 11 d'octubre de 2007   | Kitt Peak            | Spacewatch             |
| 394522 | 2007 TH361             | 14 d'octubre de 2007   | Mount Lemmon         | Mt. Lemmon Survey      |
| 394523 | 2007 TW361             | 14 d'octubre de 2007   | Mount Lemmon         | Mt. Lemmon Survey      |
| 394524 | 2007 TX361             | 14 d'octubre de 2007   | Mount Lemmon         | Mt. Lemmon Survey      |
| 394525 | 2007 TC376             | 8 d'octubre de 2007    | Mount Lemmon         | Mt. Lemmon Survey      |
| 394526 | 2007 TZ380             | 14 d'octubre de 2007   | Kitt Peak            | Spacewatch             |
| 394527 | 2007 TT383             | 14 d'octubre de 2007   | Kitt Peak            | Spacewatch             |
| 394528 | 2007 TG386             | 15 d'octubre de 2007   | Catalina             | CSS                    |
| 394529 | 2007 TO392             | 15 d'octubre de 2007   | Catalina             | CSS                    |
| 394530 | 2007 TQ392             | 14 de setembre de 2007 | Catalina             | CSS                    |
| 394531 | 2007 TJ413             | 15 d'octubre de 2007   | Anderson Mesa        | LONEOS                 |
| 394532 | 2007 TV424             | 8 d'octubre de 2007    | Kitt Peak            | Spacewatch             |
| 394533 | 2007 TC431             | 10 d'octubre de 2007   | Kitt Peak            | Spacewatch             |
| 394534 | 2007 TT438             | 8 de maig de 2006      | Kitt Peak            | Spacewatch             |
| 394535 | 2007 TB442             | 10 d'octubre de 2007   | Catalina             | CSS                    |
| 394536 | 2007 TV448             | 9 d'octubre de 2007    | Kitt Peak            | Spacewatch             |
| 394537 | 2007 TS449             | 10 d'octubre de 2007   | Mount Lemmon         | Mt. Lemmon Survey      |
| 394538 | 2007 TT451             | 9 d'octubre de 2007    | Kitt Peak            | Spacewatch             |
| 394539 | 2007 UD1               | 16 d'octubre de 2007   | Bisei SG Center      | BATTeRS                |
| 394540 | 2007 UL7               | 16 d'octubre de 2007   | Catalina             | CSS                    |
| 394541 | 2007 UF25              | 16 d'octubre de 2007   | Kitt Peak            | Spacewatch             |
| 394542 | 2007 UH35              | 19 d'octubre de 2007   | Catalina             | CSS                    |
| 394543 | 2007 UG36              | 13 d'octubre de 2007   | Socorro              | LINEAR                 |
| 394544 | 2007 UD37              | 19 d'octubre de 2007   | Catalina             | CSS                    |
| 394545 | 2007 UW47              | 20 d'octubre de 2007   | Catalina             | CSS                    |
| 394546 | 2007 UW48              | 20 d'octubre de 2007   | Mount Lemmon         | Mt. Lemmon Survey      |
| 394547 | 2007 UA50              | 24 d'octubre de 2007   | Mount Lemmon         | Mt. Lemmon Survey      |
| 394548 | 2007 UO64              | 30 d'octubre de 2007   | Mount Lemmon         | Mt. Lemmon Survey      |
| 394549 | 2007 US71              | 10 de setembre de 2007 | Mount Lemmon         | Mt. Lemmon Survey      |
| 394550 | 2007 UM73              | 5 d'octubre de 2007    | Kitt Peak            | Spacewatch             |
| 394551 | 2007 UG75              | 7 d'octubre de 2007    | Kitt Peak            | Spacewatch             |
| 394552 | 2007 UB78              | 30 d'octubre de 2007   | Kitt Peak            | Spacewatch             |
| 394553 | 2007 UJ78              | 30 d'octubre de 2007   | Catalina             | CSS                    |
| 394554 | 2007 UU85              | 30 d'octubre de 2007   | Kitt Peak            | Spacewatch             |
| 394555 | 2007 UW85              | 30 d'octubre de 2007   | Kitt Peak            | Spacewatch             |
| 394556 | 2007 UG93              | 12 d'octubre de 2007   | Kitt Peak            | Spacewatch             |
| 394557 | 2007 UQ95              | 30 d'octubre de 2007   | Catalina             | CSS                    |
| 394558 | 2007 UD117             | 30 d'octubre de 2007   | Catalina             | CSS                    |
| 394559 | 2007 UU118             | 11 de setembre de 2007 | Mount Lemmon         | Mt. Lemmon Survey      |
| 394560 | 2007 UQ139             | 24 d'octubre de 2007   | Mount Lemmon         | Mt. Lemmon Survey      |
| 394561 | 2007 UE140             | 16 d'octubre de 2007   | Mount Lemmon         | Mt. Lemmon Survey      |
| 394562 | 2007 UY140             | 21 d'octubre de 2007   | Mount Lemmon         | Mt. Lemmon Survey      |
| 394563 | 2007 UN141             | 30 d'octubre de 2007   | Kitt Peak            | Spacewatch             |
| 394564 | 2007 UR141             | 20 d'octubre de 2007   | Mount Lemmon         | Mt. Lemmon Survey      |
| 394565 | 2007 VR                | 1 de novembre de 2007  | Eskridge             | G. Hug                 |
| 394566 | 2007 VB12              | 6 de novembre de 2007  | Eskridge             | G. Hug                 |
| 394567 | 2007 VX14              | 1 de novembre de 2007  | Kitt Peak            | Spacewatch             |
| 394568 | 2007 VX22              | 2 de novembre de 2007  | Mount Lemmon         | Mt. Lemmon Survey      |
| 394569 | 2007 VN34              | 3 de novembre de 2007  | 7300                 | W. K. Y. Yeung         |
| 394570 | 2007 VV46              | 1 de novembre de 2007  | Kitt Peak            | Spacewatch             |
| 394571 | 2007 VA47              | 10 de setembre de 2007 | Mount Lemmon         | Mt. Lemmon Survey      |
| 394572 | 2007 VX53              | 1 de novembre de 2007  | Kitt Peak            | Spacewatch             |
| 394573 | 2007 VG54              | 20 d'octubre de 2007   | Mount Lemmon         | Mt. Lemmon Survey      |
| 394574 | 2007 VX55              | 1 de novembre de 2007  | Kitt Peak            | Spacewatch             |
| 394575 | 2007 VM56              | 1 de novembre de 2007  | Kitt Peak            | Spacewatch             |
| 394576 | 2007 VO57              | 1 de novembre de 2007  | Kitt Peak            | Spacewatch             |
| 394577 | 2007 VU60              | 16 d'octubre de 2007   | Mount Lemmon         | Mt. Lemmon Survey      |
| 394578 | 2007 VO65              | 13 de setembre de 2007 | Mount Lemmon         | Mt. Lemmon Survey      |
| 394579 | 2007 VY68              | 10 de setembre de 2007 | Mount Lemmon         | Mt. Lemmon Survey      |
| 394580 | 2007 VS70              | 8 d'octubre de 2007    | Mount Lemmon         | Mt. Lemmon Survey      |
| 394581 | 2007 VH76              | 18 de setembre de 2007 | Mount Lemmon         | Mt. Lemmon Survey      |
| 394582 | 2007 VS81              | 20 de maig de 2006     | Kitt Peak            | Spacewatch             |
| 394583 | 2007 VN107             | 3 de novembre de 2007  | Kitt Peak            | Spacewatch             |
| 394584 | 2007 VZ112             | 15 de setembre de 2007 | Mount Lemmon         | Mt. Lemmon Survey      |
| 394585 | 2007 VC116             | 3 de novembre de 2007  | Kitt Peak            | Spacewatch             |
| 394586 | 2007 VF125             | 5 de novembre de 2007  | Purple Mountain      | PMO NEO Survey Program |
| 394587 | 2007 VJ128             | 1 de novembre de 2007  | Mount Lemmon         | Mt. Lemmon Survey      |
| 394588 | 2007 VS134             | 12 d'octubre de 2007   | Mount Lemmon         | Mt. Lemmon Survey      |
| 394589 | 2007 VP143             | 4 de novembre de 2007  | Kitt Peak            | Spacewatch             |
| 394590 | 2007 VA171             | 7 de novembre de 2007  | Kitt Peak            | Spacewatch             |
| 394591 | 2007 VK171             | 7 de novembre de 2007  | Kitt Peak            | Spacewatch             |
| 394592 | 2007 VS184             | 10 d'octubre de 2007   | Catalina             | CSS                    |
| 394593 | 2007 VD189             | 14 de novembre de 2007 | Bisei SG Center      | BATTeRS                |
| 394594 | 2007 VT207             | 11 de novembre de 2007 | Mount Lemmon         | Mt. Lemmon Survey      |
| 394595 | 2007 VX216             | 9 de novembre de 2007  | Kitt Peak            | Spacewatch             |
| 394596 | 2007 VG218             | 9 de novembre de 2007  | Kitt Peak            | Spacewatch             |
| 394597 | 2007 VU229             | 11 de juny de 2005     | Kitt Peak            | Spacewatch             |
| 394598 | 2007 VR233             | 20 d'octubre de 2007   | Mount Lemmon         | Mt. Lemmon Survey      |
| 394599 | 2007 VW234             | 9 de novembre de 2007  | Kitt Peak            | Spacewatch             |
| 394600 | 2007 VT239             | 30 d'octubre de 2007   | Kitt Peak            | Spacewatch             |

## 394601-394700
| Nom    | Designació provisional | Data de descobriment   | Lloc de descobriment | Descobridor/s          |
| ------ | ---------------------- | ---------------------- | -------------------- | ---------------------- |
| 394601 | 2007 VE252             | 12 de novembre de 2007 | Catalina             | CSS                    |
| 394602 | 2007 VP259             | 24 d'abril de 1996     | Kitt Peak            | Spacewatch             |
| 394603 | 2007 VC262             | 15 d'octubre de 2007   | Mount Lemmon         | Mt. Lemmon Survey      |
| 394604 | 2007 VQ263             | 13 de novembre de 2007 | Mount Lemmon         | Mt. Lemmon Survey      |
| 394605 | 2007 VW268             | 12 de novembre de 2007 | Socorro              | LINEAR                 |
| 394606 | 2007 VB269             | 12 de novembre de 2007 | Socorro              | LINEAR                 |
| 394607 | 2007 VP285             | 5 de novembre de 2007  | Mount Lemmon         | Mt. Lemmon Survey      |
| 394608 | 2007 VK293             | 6 de novembre de 2007  | XuYi                 | PMO NEO Survey Program |
| 394609 | 2007 VH294             | 5 de novembre de 2007  | Kitt Peak            | Spacewatch             |
| 394610 | 2007 VJ301             | 15 de novembre de 2007 | Catalina             | CSS                    |
| 394611 | 2007 VC308             | 5 de novembre de 2007  | Mount Lemmon         | Mt. Lemmon Survey      |
| 394612 | 2007 VV310             | 11 de novembre de 2007 | Mount Lemmon         | Mt. Lemmon Survey      |
| 394613 | 2007 VK328             | 8 de novembre de 2007  | Kitt Peak            | Spacewatch             |
| 394614 | 2007 VK329             | 15 de novembre de 2007 | Socorro              | LINEAR                 |
| 394615 | 2007 VW329             | 2 de novembre de 2007  | Kitt Peak            | Spacewatch             |
| 394616 | 2007 VA330             | 2 de novembre de 2007  | Mount Lemmon         | Mt. Lemmon Survey      |
| 394617 | 2007 VQ330             | 4 de novembre de 2007  | Socorro              | LINEAR                 |
| 394618 | 2007 VW330             | 4 de novembre de 2007  | Mount Lemmon         | Mt. Lemmon Survey      |
| 394619 | 2007 VE333             | 9 de novembre de 2007  | Kitt Peak            | Spacewatch             |
| 394620 | 2007 VW333             | 11 de novembre de 2007 | Mount Lemmon         | Mt. Lemmon Survey      |
| 394621 | 2007 WO4               | 20 de novembre de 2007 | Mount Lemmon         | Mt. Lemmon Survey      |
| 394622 | 2007 WN41              | 2 de novembre de 2007  | Mount Lemmon         | Mt. Lemmon Survey      |
| 394623 | 2007 WO52              | 20 de novembre de 2007 | Mount Lemmon         | Mt. Lemmon Survey      |
| 394624 | 2007 WQ60              | 19 de novembre de 2007 | Kitt Peak            | Spacewatch             |
| 394625 | 2007 WE61              | 19 de novembre de 2007 | Mount Lemmon         | Mt. Lemmon Survey      |
| 394626 | 2007 XS6               | 8 de novembre de 2007  | Kitt Peak            | Spacewatch             |
| 394627 | 2007 XP10              | 20 d'octubre de 2007   | Mount Lemmon         | Mt. Lemmon Survey      |
| 394628 | 2007 XG12              | 4 de desembre de 2007  | Kitt Peak            | Spacewatch             |
| 394629 | 2007 XB14              | 18 de novembre de 2007 | Kitt Peak            | Spacewatch             |
| 394630 | 2007 XN28              | 15 de desembre de 2007 | Kitt Peak            | Spacewatch             |
| 394631 | 2007 XC51              | 12 de novembre de 2007 | Socorro              | LINEAR                 |
| 394632 | 2007 XX54              | 9 de novembre de 2007  | Kitt Peak            | Spacewatch             |
| 394633 | 2007 XN55              | 4 de desembre de 2007  | Kitt Peak            | Spacewatch             |
| 394634 | 2007 YA5               | 5 de desembre de 2007  | Kitt Peak            | Spacewatch             |
| 394635 | 2007 YH5               | 13 de novembre de 2007 | Kitt Peak            | Spacewatch             |
| 394636 | 2007 YB9               | 12 de novembre de 2007 | Mount Lemmon         | Mt. Lemmon Survey      |
| 394637 | 2007 YQ15              | 16 de desembre de 2007 | Kitt Peak            | Spacewatch             |
| 394638 | 2007 YL24              | 17 de desembre de 2007 | Mount Lemmon         | Mt. Lemmon Survey      |
| 394639 | 2007 YB29              | 13 de novembre de 2007 | Kitt Peak            | Spacewatch             |
| 394640 | 2007 YC38              | 30 de desembre de 2007 | Mount Lemmon         | Mt. Lemmon Survey      |
| 394641 | 2007 YM39              | 30 de desembre de 2007 | Mount Lemmon         | Mt. Lemmon Survey      |
| 394642 | 2007 YW54              | 15 de desembre de 2007 | Catalina             | CSS                    |
| 394643 | 2007 YM55              | 31 de desembre de 2007 | Mount Lemmon         | Mt. Lemmon Survey      |
| 394644 | 2007 YF57              | 5 de novembre de 2007  | Kitt Peak            | Spacewatch             |
| 394645 | 2007 YQ64              | 18 de desembre de 2007 | Mount Lemmon         | Mt. Lemmon Survey      |
| 394646 | 2007 YG65              | 20 de desembre de 2007 | Kitt Peak            | Spacewatch             |
| 394647 | 2007 YB68              | 30 de desembre de 2007 | Kitt Peak            | Spacewatch             |
| 394648 | 2007 YF74              | 31 de desembre de 2007 | Mount Lemmon         | Mt. Lemmon Survey      |
| 394649 | 2008 AL46              | 11 de gener de 2008    | Kitt Peak            | Spacewatch             |
| 394650 | 2008 AS64              | 11 de gener de 2008    | Mount Lemmon         | Mt. Lemmon Survey      |
| 394651 | 2008 AB77              | 12 de gener de 2008    | Kitt Peak            | Spacewatch             |
| 394652 | 2008 AN92              | 14 de gener de 2008    | Kitt Peak            | Spacewatch             |
| 394653 | 2008 AB116             | 13 de gener de 2008    | Kitt Peak            | Spacewatch             |
| 394654 | 2008 AS120             | 6 de gener de 2008     | Mauna Kea            | P. A. Wiegert          |
| 394655 | 2008 AG129             | 15 de gener de 2008    | Mount Lemmon         | Mt. Lemmon Survey      |
| 394656 | 2008 BL4               | 16 de gener de 2008    | Kitt Peak            | Spacewatch             |
| 394657 | 2008 BY11              | 18 de gener de 2008    | Kitt Peak            | Spacewatch             |
| 394658 | 2008 BU20              | 20 de gener de 2008    | Mount Lemmon         | Mt. Lemmon Survey      |
| 394659 | 2008 BB30              | 30 de gener de 2008    | Catalina             | CSS                    |
| 394660 | 2008 BC51              | 31 de gener de 2008    | Mount Lemmon         | Mt. Lemmon Survey      |
| 394661 | 2008 CG11              | 3 de febrer de 2008    | Kitt Peak            | Spacewatch             |
| 394662 | 2008 CQ11              | 3 de febrer de 2008    | Kitt Peak            | Spacewatch             |
| 394663 | 2008 CQ16              | 30 de gener de 2008    | Kitt Peak            | Spacewatch             |
| 394664 | 2008 CK18              | 3 de febrer de 2008    | Kitt Peak            | Spacewatch             |
| 394665 | 2008 CB19              | 3 de febrer de 2008    | Kitt Peak            | Spacewatch             |
| 394666 | 2008 CT23              | 1 de febrer de 2008    | Kitt Peak            | Spacewatch             |
| 394667 | 2008 CD32              | 2 de febrer de 2008    | Kitt Peak            | Spacewatch             |
| 394668 | 2008 CK33              | 2 de febrer de 2008    | Kitt Peak            | Spacewatch             |
| 394669 | 2008 CM33              | 2 de febrer de 2008    | Kitt Peak            | Spacewatch             |
| 394670 | 2008 CO36              | 2 de febrer de 2008    | Kitt Peak            | Spacewatch             |
| 394671 | 2008 CD37              | 2 de febrer de 2008    | Kitt Peak            | Spacewatch             |
| 394672 | 2008 CJ45              | 2 de febrer de 2008    | Kitt Peak            | Spacewatch             |
| 394673 | 2008 CX46              | 2 de febrer de 2008    | Kitt Peak            | Spacewatch             |
| 394674 | 2008 CD47              | 1 de gener de 2008     | Mount Lemmon         | Mt. Lemmon Survey      |
| 394675 | 2008 CK74              | 10 de febrer de 2008   | Junk Bond            | D. Healy               |
| 394676 | 2008 CP78              | 7 de febrer de 2008    | Kitt Peak            | Spacewatch             |
| 394677 | 2008 CH81              | 7 de febrer de 2008    | Kitt Peak            | Spacewatch             |
| 394678 | 2008 CG87              | 7 de febrer de 2008    | Mount Lemmon         | Mt. Lemmon Survey      |
| 394679 | 2008 CE94              | 27 d'octubre de 2006   | Catalina             | CSS                    |
| 394680 | 2008 CJ109             | 9 de febrer de 2008    | Kitt Peak            | Spacewatch             |
| 394681 | 2008 CT109             | 9 de febrer de 2008    | Kitt Peak            | Spacewatch             |
| 394682 | 2008 CD126             | 8 de febrer de 2008    | Kitt Peak            | Spacewatch             |
| 394683 | 2008 CS129             | 8 de febrer de 2008    | Kitt Peak            | Spacewatch             |
| 394684 | 2008 CM133             | 8 de febrer de 2008    | Kitt Peak            | Spacewatch             |
| 394685 | 2008 CR134             | 8 de febrer de 2008    | Mount Lemmon         | Mt. Lemmon Survey      |
| 394686 | 2008 CY142             | 8 de febrer de 2008    | Kitt Peak            | Spacewatch             |
| 394687 | 2008 CX149             | 9 de febrer de 2008    | Kitt Peak            | Spacewatch             |
| 394688 | 2008 CB151             | 9 de febrer de 2008    | Kitt Peak            | Spacewatch             |
| 394689 | 2008 CZ160             | 9 de febrer de 2008    | Kitt Peak            | Spacewatch             |
| 394690 | 2008 CC167             | 11 de febrer de 2008   | Mount Lemmon         | Mt. Lemmon Survey      |
| 394691 | 2008 CK174             | 13 de febrer de 2008   | Mount Lemmon         | Mt. Lemmon Survey      |
| 394692 | 2008 CK183             | 12 de febrer de 2008   | Mount Lemmon         | Mt. Lemmon Survey      |
| 394693 | 2008 CV183             | 13 de febrer de 2008   | Mount Lemmon         | Mt. Lemmon Survey      |
| 394694 | 2008 CA186             | 11 de desembre de 2002 | Socorro              | LINEAR                 |
| 394695 | 2008 CL191             | 2 de febrer de 2008    | Kitt Peak            | Spacewatch             |
| 394696 | 2008 CB198             | 10 de febrer de 2008   | Kitt Peak            | Spacewatch             |
| 394697 | 2008 CP199             | 13 de febrer de 2008   | Mount Lemmon         | Mt. Lemmon Survey      |
| 394698 | 2008 CH205             | 1 de febrer de 2008    | Kitt Peak            | Spacewatch             |
| 394699 | 2008 CG208             | 13 de febrer de 2008   | Mount Lemmon         | Mt. Lemmon Survey      |
| 394700 | 2008 CE212             | 7 de febrer de 2008    | Mount Lemmon         | Mt. Lemmon Survey      |

## 394701-394800
| Nom    | Designació provisional | Data de descobriment   | Lloc de descobriment | Descobridor/s          |
| ------ | ---------------------- | ---------------------- | -------------------- | ---------------------- |
| 394701 | 2008 CJ213             | 9 de febrer de 2008    | Mount Lemmon         | Mt. Lemmon Survey      |
| 394702 | 2008 DD12              | 11 de gener de 2008    | Kitt Peak            | Spacewatch             |
| 394703 | 2008 DO15              | 27 de febrer de 2008   | Mount Lemmon         | Mt. Lemmon Survey      |
| 394704 | 2008 DO20              | 28 de febrer de 2008   | Mount Lemmon         | Mt. Lemmon Survey      |
| 394705 | 2008 DL23              | 24 de febrer de 2008   | Kitt Peak            | Spacewatch             |
| 394706 | 2008 DG27              | 29 de febrer de 2008   | Mount Lemmon         | Mt. Lemmon Survey      |
| 394707 | 2008 DJ53              | 10 de febrer de 2008   | Mount Lemmon         | Mt. Lemmon Survey      |
| 394708 | 2008 DT53              | 29 de febrer de 2008   | Mount Lemmon         | Mt. Lemmon Survey      |
| 394709 | 2008 DW54              | 5 de desembre de 2007  | Kitt Peak            | Spacewatch             |
| 394710 | 2008 DD86              | 27 de febrer de 2008   | Mount Lemmon         | Mt. Lemmon Survey      |
| 394711 | 2008 DP87              | 28 de febrer de 2008   | Mount Lemmon         | Mt. Lemmon Survey      |
| 394712 | 2008 ED13              | 10 de febrer de 2008   | Kitt Peak            | Spacewatch             |
| 394713 | 2008 EA34              | 1 de març de 2008      | Mount Lemmon         | Mt. Lemmon Survey      |
| 394714 | 2008 ES40              | 4 de març de 2008      | Kitt Peak            | Spacewatch             |
| 394715 | 2008 EZ45              | 5 de març de 2008      | Kitt Peak            | Spacewatch             |
| 394716 | 2008 ER64              | 9 de març de 2008      | Mount Lemmon         | Mt. Lemmon Survey      |
| 394717 | 2008 EA72              | 20 de desembre de 2007 | Mount Lemmon         | Mt. Lemmon Survey      |
| 394718 | 2008 EM73              | 7 de març de 2008      | Catalina             | CSS                    |
| 394719 | 2008 EN73              | 7 de març de 2008      | Catalina             | CSS                    |
| 394720 | 2008 EM94              | 11 de febrer de 2008   | Mount Lemmon         | Mt. Lemmon Survey      |
| 394721 | 2008 EM105             | 13 de febrer de 2008   | Kitt Peak            | Spacewatch             |
| 394722 | 2008 EN105             | 11 de gener de 2008    | Mount Lemmon         | Mt. Lemmon Survey      |
| 394723 | 2008 EL108             | 12 de febrer de 2008   | Kitt Peak            | Spacewatch             |
| 394724 | 2008 EV111             | 8 de març de 2008      | Kitt Peak            | Spacewatch             |
| 394725 | 2008 EQ118             | 26 de febrer de 2008   | Mount Lemmon         | Mt. Lemmon Survey      |
| 394726 | 2008 EZ125             | 10 de març de 2008     | Kitt Peak            | Spacewatch             |
| 394727 | 2008 EZ131             | 11 de març de 2008     | Kitt Peak            | Spacewatch             |
| 394728 | 2008 EV133             | 1 d'octubre de 2005    | Mount Lemmon         | Mt. Lemmon Survey      |
| 394729 | 2008 EU134             | 11 de març de 2008     | Kitt Peak            | Spacewatch             |
| 394730 | 2008 ER142             | 7 de febrer de 2008    | Mount Lemmon         | Mt. Lemmon Survey      |
| 394731 | 2008 EV151             | 10 de març de 2008     | Kitt Peak            | Spacewatch             |
| 394732 | 2008 EP152             | 10 de març de 2008     | Mount Lemmon         | Mt. Lemmon Survey      |
| 394733 | 2008 EG153             | 11 de març de 2008     | Mount Lemmon         | Mt. Lemmon Survey      |
| 394734 | 2008 EH153             | 11 de març de 2008     | Mount Lemmon         | Mt. Lemmon Survey      |
| 394735 | 2008 EU162             | 15 de març de 2008     | Kitt Peak            | Spacewatch             |
| 394736 | 2008 EV166             | 6 de març de 2008      | Mount Lemmon         | Mt. Lemmon Survey      |
| 394737 | 2008 EP168             | 11 de març de 2008     | Kitt Peak            | Spacewatch             |
| 394738 | 2008 EY168             | 13 de març de 2008     | Catalina             | CSS                    |
| 394739 | 2008 FE13              | 5 de març de 2008      | Kitt Peak            | Spacewatch             |
| 394740 | 2008 FP23              | 27 de març de 2008     | Kitt Peak            | Spacewatch             |
| 394741 | 2008 FJ25              | 10 de febrer de 2008   | Kitt Peak            | Spacewatch             |
| 394742 | 2008 FW31              | 5 de març de 2008      | Mount Lemmon         | Mt. Lemmon Survey      |
| 394743 | 2008 FE32              | 28 de març de 2008     | Mount Lemmon         | Mt. Lemmon Survey      |
| 394744 | 2008 FD33              | 28 de març de 2008     | Mount Lemmon         | Mt. Lemmon Survey      |
| 394745 | 2008 FZ34              | 9 de febrer de 2008    | Kitt Peak            | Spacewatch             |
| 394746 | 2008 FD36              | 28 de febrer de 2008   | Mount Lemmon         | Mt. Lemmon Survey      |
| 394747 | 2008 FL36              | 28 de març de 2008     | Mount Lemmon         | Mt. Lemmon Survey      |
| 394748 | 2008 FJ39              | 28 de març de 2008     | Kitt Peak            | Spacewatch             |
| 394749 | 2008 FM47              | 10 de març de 2008     | Kitt Peak            | Spacewatch             |
| 394750 | 2008 FF51              | 28 de març de 2008     | Mount Lemmon         | Mt. Lemmon Survey      |
| 394751 | 2008 FP55              | 28 de març de 2008     | Mount Lemmon         | Mt. Lemmon Survey      |
| 394752 | 2008 FO94              | 1 d'octubre de 2005    | Kitt Peak            | Spacewatch             |
| 394753 | 2008 FJ101             | 30 de març de 2008     | Kitt Peak            | Spacewatch             |
| 394754 | 2008 FD105             | 26 de febrer de 2008   | Mount Lemmon         | Mt. Lemmon Survey      |
| 394755 | 2008 FM113             | 31 de març de 2008     | Kitt Peak            | Spacewatch             |
| 394756 | 2008 FS120             | 31 de març de 2008     | Mount Lemmon         | Mt. Lemmon Survey      |
| 394757 | 2008 FD128             | 28 de març de 2008     | Mount Lemmon         | Mt. Lemmon Survey      |
| 394758 | 2008 FT133             | 28 de març de 2008     | Mount Lemmon         | Mt. Lemmon Survey      |
| 394759 | 2008 FH134             | 29 de març de 2008     | Mount Lemmon         | Mt. Lemmon Survey      |
| 394760 | 2008 GH17              | 4 d'abril de 2008      | Kitt Peak            | Spacewatch             |
| 394761 | 2008 GF18              | 4 d'abril de 2008      | Kitt Peak            | Spacewatch             |
| 394762 | 2008 GZ22              | 1 d'abril de 2008      | Mount Lemmon         | Mt. Lemmon Survey      |
| 394763 | 2008 GO25              | 1 d'abril de 2008      | Mount Lemmon         | Mt. Lemmon Survey      |
| 394764 | 2008 GG27              | 3 d'abril de 2008      | Kitt Peak            | Spacewatch             |
| 394765 | 2008 GH27              | 9 de febrer de 2008    | Kitt Peak            | Spacewatch             |
| 394766 | 2008 GH29              | 13 de març de 2008     | Kitt Peak            | Spacewatch             |
| 394767 | 2008 GU29              | 3 d'abril de 2008      | Mount Lemmon         | Mt. Lemmon Survey      |
| 394768 | 2008 GB32              | 26 de març de 2008     | Kitt Peak            | Spacewatch             |
| 394769 | 2008 GP32              | 3 d'abril de 2008      | Kitt Peak            | Spacewatch             |
| 394770 | 2008 GO33              | 3 d'abril de 2008      | Mount Lemmon         | Mt. Lemmon Survey      |
| 394771 | 2008 GG48              | 2 de març de 2008      | XuYi                 | PMO NEO Survey Program |
| 394772 | 2008 GR50              | 5 d'abril de 2008      | Mount Lemmon         | Mt. Lemmon Survey      |
| 394773 | 2008 GX50              | 5 d'abril de 2008      | Mount Lemmon         | Mt. Lemmon Survey      |
| 394774 | 2008 GG80              | 27 de març de 2008     | Kitt Peak            | Spacewatch             |
| 394775 | 2008 GM82              | 8 d'abril de 2008      | Kitt Peak            | Spacewatch             |
| 394776 | 2008 GW83              | 12 de març de 2008     | Mount Lemmon         | Mt. Lemmon Survey      |
| 394777 | 2008 GP94              | 27 de març de 2008     | Mount Lemmon         | Mt. Lemmon Survey      |
| 394778 | 2008 GZ105             | 5 de març de 2008      | Mount Lemmon         | Mt. Lemmon Survey      |
| 394779 | 2008 GZ106             | 12 d'abril de 2008     | Catalina             | CSS                    |
| 394780 | 2008 GM114             | 10 d'abril de 2008     | Catalina             | CSS                    |
| 394781 | 2008 GU131             | 6 d'abril de 2008      | Mount Lemmon         | Mt. Lemmon Survey      |
| 394782 | 2008 GB142             | 6 d'abril de 2008      | Catalina             | CSS                    |
| 394783 | 2008 HD3               | 28 d'abril de 2008     | Kitt Peak            | Spacewatch             |
| 394784 | 2008 HG14              | 25 d'abril de 2008     | Kitt Peak            | Spacewatch             |
| 394785 | 2008 HQ18              | 17 de gener de 2007    | Kitt Peak            | Spacewatch             |
| 394786 | 2008 HE40              | 13 d'abril de 2008     | Mount Lemmon         | Mt. Lemmon Survey      |
| 394787 | 2008 HC42              | 26 d'abril de 2008     | Mount Lemmon         | Mt. Lemmon Survey      |
| 394788 | 2008 HV55              | 29 d'abril de 2008     | Kitt Peak            | Spacewatch             |
| 394789 | 2008 HF57              | 30 d'abril de 2008     | Kitt Peak            | Spacewatch             |
| 394790 | 2008 KS28              | 30 de desembre de 2000 | Socorro              | LINEAR                 |
| 394791 | 2008 KO33              | 5 de maig de 2008      | Kitt Peak            | Spacewatch             |
| 394792 | 2008 PR                | 1 d'agost de 2008      | Dauban               | F. Kugel               |
| 394793 | 2008 PR21              | 6 d'agost de 2008      | Siding Spring        | Siding Spring Survey   |
| 394794 | 2008 QV7               | 26 d'agost de 2008     | Farra d'Isonzo       | Farra d'Isonzo         |
| 394795 | 2008 QA38              | 23 d'agost de 2008     | Kitt Peak            | Spacewatch             |
| 394796 | 2008 QL39              | 24 d'agost de 2008     | Kitt Peak            | Spacewatch             |
| 394797 | 2008 QL45              | 30 d'agost de 2008     | Socorro              | LINEAR                 |
| 394798 | 2008 RA8               | 3 de setembre de 2008  | Kitt Peak            | Spacewatch             |
| 394799 | 2008 RN9               | 3 de setembre de 2008  | Kitt Peak            | Spacewatch             |
| 394800 | 2008 RL26              | 8 de setembre de 2008  | Altschwendt          | W. Ries                |

## 394801-394900
| Nom    | Designació provisional | Data de descobriment   | Lloc de descobriment | Descobridor/s        |
| ------ | ---------------------- | ---------------------- | -------------------- | -------------------- |
| 394801 | 2008 RY43              | 2 de setembre de 2008  | Kitt Peak            | Spacewatch           |
| 394802 | 2008 RE50              | 3 de setembre de 2008  | Kitt Peak            | Spacewatch           |
| 394803 | 2008 RQ51              | 3 de setembre de 2008  | Kitt Peak            | Spacewatch           |
| 394804 | 2008 RS68              | 4 de setembre de 2008  | Kitt Peak            | Spacewatch           |
| 394805 | 2008 RY77              | 6 de setembre de 2008  | Andrushivka          | Andrushivka          |
| 394806 | 2008 RV97              | 7 de setembre de 2008  | Mount Lemmon         | Mt. Lemmon Survey    |
| 394807 | 2008 RK107             | 7 de setembre de 2008  | Catalina             | CSS                  |
| 394808 | 2008 RV124             | 6 de setembre de 2008  | Kitt Peak            | Spacewatch           |
| 394809 | 2008 RP134             | 5 de setembre de 2008  | Kitt Peak            | Spacewatch           |
| 394810 | 2008 RB137             | 4 de setembre de 2008  | Kitt Peak            | Spacewatch           |
| 394811 | 2008 RJ137             | 5 de setembre de 2008  | Socorro              | LINEAR               |
| 394812 | 2008 SA4               | 22 de setembre de 2008 | Socorro              | LINEAR               |
| 394813 | 2008 SO17              | 19 de setembre de 2008 | Kitt Peak            | Spacewatch           |
| 394814 | 2008 SV19              | 19 de setembre de 2008 | Kitt Peak            | Spacewatch           |
| 394815 | 2008 SG21              | 19 de setembre de 2008 | Kitt Peak            | Spacewatch           |
| 394816 | 2008 SX23              | 17 de gener de 2007    | Kitt Peak            | Spacewatch           |
| 394817 | 2008 SQ42              | 20 de setembre de 2008 | Kitt Peak            | Spacewatch           |
| 394818 | 2008 SX44              | 20 de setembre de 2008 | Kitt Peak            | Spacewatch           |
| 394819 | 2008 SJ48              | 3 de setembre de 2008  | Kitt Peak            | Spacewatch           |
| 394820 | 2008 SW55              | 20 de setembre de 2008 | Kitt Peak            | Spacewatch           |
| 394821 | 2008 SD74              | 23 de setembre de 2008 | Kitt Peak            | Spacewatch           |
| 394822 | 2008 SZ88              | 20 de setembre de 2008 | Kitt Peak            | Spacewatch           |
| 394823 | 2008 SY107             | 22 de setembre de 2008 | Kitt Peak            | Spacewatch           |
| 394824 | 2008 SG112             | 6 de setembre de 2008  | Catalina             | CSS                  |
| 394825 | 2008 SE127             | 22 de setembre de 2008 | Kitt Peak            | Spacewatch           |
| 394826 | 2008 SY137             | 23 de setembre de 2008 | Kitt Peak            | Spacewatch           |
| 394827 | 2008 SO139             | 23 de setembre de 2008 | Siding Spring        | Siding Spring Survey |
| 394828 | 2008 SU139             | 8 de desembre de 2005  | Kitt Peak            | Spacewatch           |
| 394829 | 2008 SH144             | 5 de setembre de 2008  | Kitt Peak            | Spacewatch           |
| 394830 | 2008 SF155             | 3 de setembre de 2008  | Kitt Peak            | Spacewatch           |
| 394831 | 2008 SX155             | 23 de setembre de 2008 | Socorro              | LINEAR               |
| 394832 | 2008 SO157             | 24 de setembre de 2008 | Socorro              | LINEAR               |
| 394833 | 2008 SN159             | 24 de setembre de 2008 | Socorro              | LINEAR               |
| 394834 | 2008 SF163             | 28 de setembre de 2008 | Socorro              | LINEAR               |
| 394835 | 2008 SN163             | 28 de setembre de 2008 | Socorro              | LINEAR               |
| 394836 | 2008 SD165             | 28 de setembre de 2008 | Socorro              | LINEAR               |
| 394837 | 2008 SF180             | 24 de setembre de 2008 | Mount Lemmon         | Mt. Lemmon Survey    |
| 394838 | 2008 SL189             | 25 de setembre de 2008 | Kitt Peak            | Spacewatch           |
| 394839 | 2008 SS215             | 29 de setembre de 2008 | Mount Lemmon         | Mt. Lemmon Survey    |
| 394840 | 2008 SV224             | 22 de setembre de 2008 | Mount Lemmon         | Mt. Lemmon Survey    |
| 394841 | 2008 SU234             | 28 de setembre de 2008 | Mount Lemmon         | Mt. Lemmon Survey    |
| 394842 | 2008 SP238             | 29 de setembre de 2008 | Kitt Peak            | Spacewatch           |
| 394843 | 2008 SZ241             | 21 de setembre de 2008 | Catalina             | CSS                  |
| 394844 | 2008 SM249             | 22 de setembre de 2008 | Kitt Peak            | Spacewatch           |
| 394845 | 2008 SG251             | 24 de setembre de 2008 | Kitt Peak            | Spacewatch           |
| 394846 | 2008 SN251             | 25 de setembre de 2008 | Kitt Peak            | Spacewatch           |
| 394847 | 2008 SZ271             | 29 de setembre de 2008 | Mount Lemmon         | Mt. Lemmon Survey    |
| 394848 | 2008 SE273             | 22 de setembre de 2008 | Mount Lemmon         | Mt. Lemmon Survey    |
| 394849 | 2008 SW277             | 25 de setembre de 2008 | Kitt Peak            | Spacewatch           |
| 394850 | 2008 SP300             | 23 de setembre de 2008 | Catalina             | CSS                  |
| 394851 | 2008 SU309             | 27 de setembre de 2008 | Mount Lemmon         | Mt. Lemmon Survey    |
| 394852 | 2008 TV32              | 1 d'octubre de 2008    | Kitt Peak            | Spacewatch           |
| 394853 | 2008 TS36              | 1 d'octubre de 2008    | Mount Lemmon         | Mt. Lemmon Survey    |
| 394854 | 2008 TT44              | 1 d'octubre de 2008    | Mount Lemmon         | Mt. Lemmon Survey    |
| 394855 | 2008 TG49              | 12 de novembre de 2005 | Kitt Peak            | Spacewatch           |
| 394856 | 2008 TL58              | 20 de setembre de 2008 | Kitt Peak            | Spacewatch           |
| 394857 | 2008 TQ67              | 2 d'octubre de 2008    | Kitt Peak            | Spacewatch           |
| 394858 | 2008 TE71              | 23 de setembre de 2008 | Kitt Peak            | Spacewatch           |
| 394859 | 2008 TF74              | 2 d'octubre de 2008    | Kitt Peak            | Spacewatch           |
| 394860 | 2008 TL85              | 3 d'octubre de 2008    | Mount Lemmon         | Mt. Lemmon Survey    |
| 394861 | 2008 TT115             | 6 d'octubre de 2008    | Catalina             | CSS                  |
| 394862 | 2008 TB116             | 6 d'octubre de 2008    | Catalina             | CSS                  |
| 394863 | 2008 TE116             | 6 d'octubre de 2008    | Catalina             | CSS                  |
| 394864 | 2008 TG118             | 6 d'octubre de 2008    | Kitt Peak            | Spacewatch           |
| 394865 | 2008 TD130             | 8 d'octubre de 2008    | Mount Lemmon         | Mt. Lemmon Survey    |
| 394866 | 2008 TO136             | 8 d'octubre de 2008    | Kitt Peak            | Spacewatch           |
| 394867 | 2008 TF158             | 23 de setembre de 2008 | Mount Lemmon         | Mt. Lemmon Survey    |
| 394868 | 2008 TQ167             | 10 d'octubre de 2008   | Mount Lemmon         | Mt. Lemmon Survey    |
| 394869 | 2008 TP173             | 1 d'octubre de 2008    | Mount Lemmon         | Mt. Lemmon Survey    |
| 394870 | 2008 TD180             | 13 d'abril de 2004     | Kitt Peak            | Spacewatch           |
| 394871 | 2008 TH181             | 8 d'octubre de 2008    | Mount Lemmon         | Mt. Lemmon Survey    |
| 394872 | 2008 TN185             | 6 d'octubre de 2008    | Mount Lemmon         | Mt. Lemmon Survey    |
| 394873 | 2008 TC189             | 10 d'octubre de 2008   | Mount Lemmon         | Mt. Lemmon Survey    |
| 394874 | 2008 UF3               | 23 de setembre de 2008 | Mount Lemmon         | Mt. Lemmon Survey    |
| 394875 | 2008 UU9               | 10 d'octubre de 2004   | Kitt Peak            | Spacewatch           |
| 394876 | 2008 UG18              | 19 d'octubre de 2008   | Kitt Peak            | Spacewatch           |
| 394877 | 2008 UC35              | 20 d'octubre de 2008   | Kitt Peak            | Spacewatch           |
| 394878 | 2008 UH61              | 21 d'octubre de 2008   | Kitt Peak            | Spacewatch           |
| 394879 | 2008 UL66              | 21 d'octubre de 2008   | Kitt Peak            | Spacewatch           |
| 394880 | 2008 UZ76              | 21 d'octubre de 2008   | Kitt Peak            | Spacewatch           |
| 394881 | 2008 UW93              | 7 d'octubre de 2008    | Catalina             | CSS                  |
| 394882 | 2008 UM115             | 22 d'octubre de 2008   | Kitt Peak            | Spacewatch           |
| 394883 | 2008 UH142             | 2 d'octubre de 2008    | Mount Lemmon         | Mt. Lemmon Survey    |
| 394884 | 2008 UC146             | 16 d'abril de 2007     | Mount Lemmon         | Mt. Lemmon Survey    |
| 394885 | 2008 UR146             | 23 d'octubre de 2008   | Kitt Peak            | Spacewatch           |
| 394886 | 2008 UB147             | 23 d'octubre de 2008   | Kitt Peak            | Spacewatch           |
| 394887 | 2008 UV148             | 23 d'octubre de 2008   | Kitt Peak            | Spacewatch           |
| 394888 | 2008 UB176             | 24 d'octubre de 2008   | Mount Lemmon         | Mt. Lemmon Survey    |
| 394889 | 2008 UP182             | 24 d'octubre de 2008   | Mount Lemmon         | Mt. Lemmon Survey    |
| 394890 | 2008 UK185             | 24 d'octubre de 2008   | Kitt Peak            | Spacewatch           |
| 394891 | 2008 UC188             | 24 d'octubre de 2008   | Kitt Peak            | Spacewatch           |
| 394892 | 2008 UE192             | 25 d'octubre de 2008   | Catalina             | CSS                  |
| 394893 | 2008 UP201             | 9 d'octubre de 2008    | Mount Lemmon         | Mt. Lemmon Survey    |
| 394894 | 2008 UW219             | 25 d'octubre de 2008   | Kitt Peak            | Spacewatch           |
| 394895 | 2008 UN222             | 25 d'octubre de 2008   | Kitt Peak            | Spacewatch           |
| 394896 | 2008 UH248             | 26 d'octubre de 2008   | Kitt Peak            | Spacewatch           |
| 394897 | 2008 UH267             | 4 de setembre de 2008  | Kitt Peak            | Spacewatch           |
| 394898 | 2008 UB272             | 20 d'octubre de 2008   | Kitt Peak            | Spacewatch           |
| 394899 | 2008 UL298             | 29 d'octubre de 2008   | Kitt Peak            | Spacewatch           |
| 394900 | 2008 UT298             | 29 d'octubre de 2008   | Kitt Peak            | Spacewatch           |

## 394901-395000
| Nom    | Designació provisional | Data de descobriment   | Lloc de descobriment | Descobridor/s          |
| ------ | ---------------------- | ---------------------- | -------------------- | ---------------------- |
| 394901 | 2008 UZ308             | 30 d'octubre de 2008   | Kitt Peak            | Spacewatch             |
| 394902 | 2008 UT338             | 22 d'octubre de 2008   | Kitt Peak            | Spacewatch             |
| 394903 | 2008 UL352             | 31 d'octubre de 2008   | Mount Lemmon         | Mt. Lemmon Survey      |
| 394904 | 2008 UW354             | 28 d'octubre de 2008   | Kitt Peak            | Spacewatch             |
| 394905 | 2008 US367             | 13 de març de 2007     | Mount Lemmon         | Mt. Lemmon Survey      |
| 394906 | 2008 UV368             | 26 d'octubre de 2008   | Mount Lemmon         | Mt. Lemmon Survey      |
| 394907 | 2008 UY369             | 25 de setembre de 2008 | Mount Lemmon         | Mt. Lemmon Survey      |
| 394908 | 2008 VG24              | 1 de novembre de 2008  | Kitt Peak            | Spacewatch             |
| 394909 | 2008 VZ38              | 2 de novembre de 2008  | Kitt Peak            | Spacewatch             |
| 394910 | 2008 VL47              | 3 de novembre de 2008  | Mount Lemmon         | Mt. Lemmon Survey      |
| 394911 | 2008 VX54              | 25 d'agost de 2004     | Kitt Peak            | Spacewatch             |
| 394912 | 2008 VP59              | 7 de novembre de 2008  | Catalina             | CSS                    |
| 394913 | 2008 VJ68              | 2 de novembre de 2008  | Mount Lemmon         | Mt. Lemmon Survey      |
| 394914 | 2008 VO78              | 7 de novembre de 2008  | Mount Lemmon         | Mt. Lemmon Survey      |
| 394915 | 2008 VL79              | 6 de novembre de 2008  | Kitt Peak            | Spacewatch             |
| 394916 | 2008 VT79              | 1 de novembre de 2008  | Mount Lemmon         | Mt. Lemmon Survey      |
| 394917 | 2008 VG80              | 7 de novembre de 2008  | Mount Lemmon         | Mt. Lemmon Survey      |
| 394918 | 2008 WD11              | 18 de novembre de 2008 | Catalina             | CSS                    |
| 394919 | 2008 WN27              | 23 d'octubre de 2008   | Kitt Peak            | Spacewatch             |
| 394920 | 2008 WN47              | 26 d'octubre de 2008   | Kitt Peak            | Spacewatch             |
| 394921 | 2008 WR65              | 17 de novembre de 2008 | Kitt Peak            | Spacewatch             |
| 394922 | 2008 WM66              | 18 de novembre de 2008 | Kitt Peak            | Spacewatch             |
| 394923 | 2008 WY67              | 27 d'octubre de 2008   | Kitt Peak            | Spacewatch             |
| 394924 | 2008 WU78              | 29 de setembre de 2008 | Mount Lemmon         | Mt. Lemmon Survey      |
| 394925 | 2008 WV79              | 29 de setembre de 2008 | Mount Lemmon         | Mt. Lemmon Survey      |
| 394926 | 2008 WP81              | 20 de novembre de 2008 | Kitt Peak            | Spacewatch             |
| 394927 | 2008 WU85              | 20 de novembre de 2008 | Kitt Peak            | Spacewatch             |
| 394928 | 2008 WN91              | 23 de novembre de 2008 | Mount Lemmon         | Mt. Lemmon Survey      |
| 394929 | 2008 WO92              | 25 de novembre de 2008 | Dauban               | F. Kugel               |
| 394930 | 2008 WV94              | 26 de novembre de 2008 | Farra d'Isonzo       | Farra d'Isonzo         |
| 394931 | 2008 WV101             | 30 de novembre de 2008 | Socorro              | LINEAR                 |
| 394932 | 2008 WG106             | 21 d'octubre de 2008   | Mount Lemmon         | Mt. Lemmon Survey      |
| 394933 | 2008 WX112             | 26 d'octubre de 2008   | Kitt Peak            | Spacewatch             |
| 394934 | 2008 WG120             | 24 de novembre de 2008 | Kitt Peak            | Spacewatch             |
| 394935 | 2008 WA133             | 9 de gener de 2006     | Kitt Peak            | Spacewatch             |
| 394936 | 2008 WK134             | 21 de novembre de 2008 | Catalina             | CSS                    |
| 394937 | 2008 WD137             | 22 de novembre de 2008 | Kitt Peak            | Spacewatch             |
| 394938 | 2008 XY1               | 4 de desembre de 2008  | Socorro              | LINEAR                 |
| 394939 | 2008 XP39              | 2 de desembre de 2008  | Kitt Peak            | Spacewatch             |
| 394940 | 2008 XT41              | 2 de desembre de 2008  | Kitt Peak            | Spacewatch             |
| 394941 | 2008 XK43              | 2 de desembre de 2008  | Kitt Peak            | Spacewatch             |
| 394942 | 2008 XK53              | 5 de desembre de 2008  | Mount Lemmon         | Mt. Lemmon Survey      |
| 394943 | 2008 XT55              | 1 de desembre de 2008  | Socorro              | LINEAR                 |
| 394944 | 2008 YR8               | 6 de novembre de 2008  | Mount Lemmon         | Mt. Lemmon Survey      |
| 394945 | 2008 YV14              | 23 d'octubre de 2008   | Kitt Peak            | Spacewatch             |
| 394946 | 2008 YZ23              | 21 de desembre de 2008 | Catalina             | CSS                    |
| 394947 | 2008 YE33              | 31 de desembre de 2008 | Mayhill              | A. Lowe                |
| 394948 | 2008 YG48              | 21 de desembre de 2008 | Mount Lemmon         | Mt. Lemmon Survey      |
| 394949 | 2008 YR51              | 29 de desembre de 2008 | Mount Lemmon         | Mt. Lemmon Survey      |
| 394950 | 2008 YH57              | 30 de desembre de 2008 | Kitt Peak            | Spacewatch             |
| 394951 | 2008 YF59              | 30 de desembre de 2008 | Kitt Peak            | Spacewatch             |
| 394952 | 2008 YW59              | 30 de desembre de 2008 | Kitt Peak            | Spacewatch             |
| 394953 | 2008 YB63              | 30 de desembre de 2008 | Mount Lemmon         | Mt. Lemmon Survey      |
| 394954 | 2008 YE68              | 30 de desembre de 2008 | Mount Lemmon         | Mt. Lemmon Survey      |
| 394955 | 2008 YJ68              | 30 de setembre de 2003 | Kitt Peak            | Spacewatch             |
| 394956 | 2008 YV76              | 30 de desembre de 2008 | Mount Lemmon         | Mt. Lemmon Survey      |
| 394957 | 2008 YT97              | 29 de desembre de 2008 | Mount Lemmon         | Mt. Lemmon Survey      |
| 394958 | 2008 YW102             | 29 de desembre de 2008 | Kitt Peak            | Spacewatch             |
| 394959 | 2008 YA108             | 29 de desembre de 2008 | Kitt Peak            | Spacewatch             |
| 394960 | 2008 YC110             | 30 de desembre de 2008 | Kitt Peak            | Spacewatch             |
| 394961 | 2008 YY113             | 4 de desembre de 2008  | Mount Lemmon         | Mt. Lemmon Survey      |
| 394962 | 2008 YH115             | 20 de novembre de 2008 | Mount Lemmon         | Mt. Lemmon Survey      |
| 394963 | 2008 YP119             | 22 de desembre de 2008 | Kitt Peak            | Spacewatch             |
| 394964 | 2008 YT127             | 30 de desembre de 2008 | Kitt Peak            | Spacewatch             |
| 394965 | 2008 YO135             | 30 de desembre de 2008 | Kitt Peak            | Spacewatch             |
| 394966 | 2008 YW140             | 30 de desembre de 2008 | Mount Lemmon         | Mt. Lemmon Survey      |
| 394967 | 2008 YO143             | 22 de desembre de 2008 | Mount Lemmon         | Mt. Lemmon Survey      |
| 394968 | 2008 YC155             | 22 de desembre de 2008 | Catalina             | CSS                    |
| 394969 | 2008 YG163             | 30 de desembre de 2008 | Kitt Peak            | Spacewatch             |
| 394970 | 2008 YG167             | 21 de desembre de 2008 | Socorro              | LINEAR                 |
| 394971 | 2008 YH170             | 22 de desembre de 2008 | Kitt Peak            | Spacewatch             |
| 394972 | 2008 YD173             | 30 de desembre de 2008 | Mount Lemmon         | Mt. Lemmon Survey      |
| 394973 | 2009 AL2               | 22 de desembre de 2008 | Mount Lemmon         | Mt. Lemmon Survey      |
| 394974 | 2009 AK7               | 3 de desembre de 2008  | Mount Lemmon         | Mt. Lemmon Survey      |
| 394975 | 2009 AY11              | 21 de desembre de 2008 | Kitt Peak            | Spacewatch             |
| 394976 | 2009 AK16              | 15 de gener de 2009    | Calar Alto           | F. Hormuth             |
| 394977 | 2009 AZ21              | 21 de desembre de 2008 | Mount Lemmon         | Mt. Lemmon Survey      |
| 394978 | 2009 AK22              | 3 de gener de 2009     | Kitt Peak            | Spacewatch             |
| 394979 | 2009 AP27              | 29 de desembre de 2008 | Kitt Peak            | Spacewatch             |
| 394980 | 2009 AF49              | 8 de novembre de 2008  | Mount Lemmon         | Mt. Lemmon Survey      |
| 394981 | 2009 BF4               | 18 de gener de 2009    | Socorro              | LINEAR                 |
| 394982 | 2009 BZ15              | 16 de gener de 2009    | Mount Lemmon         | Mt. Lemmon Survey      |
| 394983 | 2009 BZ16              | 17 de gener de 2009    | Kitt Peak            | Spacewatch             |
| 394984 | 2009 BC18              | 29 de desembre de 2008 | Mount Lemmon         | Mt. Lemmon Survey      |
| 394985 | 2009 BA19              | 16 de gener de 2009    | Mount Lemmon         | Mt. Lemmon Survey      |
| 394986 | 2009 BZ24              | 18 de gener de 2009    | Kitt Peak            | Spacewatch             |
| 394987 | 2009 BH26              | 16 de gener de 2009    | Kitt Peak            | Spacewatch             |
| 394988 | 2009 BH34              | 16 de gener de 2009    | Kitt Peak            | Spacewatch             |
| 394989 | 2009 BH37              | 16 de gener de 2009    | Kitt Peak            | Spacewatch             |
| 394990 | 2009 BW40              | 16 de gener de 2009    | Kitt Peak            | Spacewatch             |
| 394991 | 2009 BV51              | 16 de gener de 2009    | Mount Lemmon         | Mt. Lemmon Survey      |
| 394992 | 2009 BW58              | 1 de febrer de 2005    | Kitt Peak            | Spacewatch             |
| 394993 | 2009 BC59              | 16 de gener de 2009    | Mount Lemmon         | Mt. Lemmon Survey      |
| 394994 | 2009 BA60              | 29 de desembre de 2008 | Kitt Peak            | Spacewatch             |
| 394995 | 2009 BN63              | 20 de gener de 2009    | Kitt Peak            | Spacewatch             |
| 394996 | 2009 BT66              | 20 de gener de 2009    | Kitt Peak            | Spacewatch             |
| 394997 | 2009 BG71              | 26 de gener de 2009    | Purple Mountain      | PMO NEO Survey Program |
| 394998 | 2009 BQ77              | 25 de gener de 2009    | Socorro              | LINEAR                 |
| 394999 | 2009 BJ85              | 25 de gener de 2009    | Kitt Peak            | Spacewatch             |
| 395000 | 2009 BV95              | 26 de gener de 2009    | Mount Lemmon         | Mt. Lemmon Survey      |